# Holandská obrana
Holandská obrana (ECO A80-A99) je šachové zahájení zavřených her charakterizované tahy
1. d4 f5

## Historie
Holandská obrana je jedním z nejstarších pokračování zavřených her. První se o ní zmínil holandský šachista Elias Stein v knize Nouvel essai sur le jeu des Echecs.
Hrávali ji občas mistr světa Alexandr Aljechin a Michail Botvinnik. Na nejvyšší úrovni se dnes vyskytuje vzácně, neboť je považována za příliš riskantní. Hrává ji Hikaru Nakamura a občas ji použil Nigel Short nebo Vasilij Ivančuk.

## Strategie
Nesymetrickou odpovědí f5 se černý snaží zmocnit iniciativy a jeho cílem je často hra na výhru. Může se rozhodnout bojovat o pole e5 nebo se ho vzdát a bojovat o pole e4. Bílý má útočné vyhlídky na dámském, černý na královském křídle.

## Vedlejší varianty

### gambitové varianty s g4
Tyto varianty se vyskytují vzácně a jejich cílem je obětovat krajní pěšce za útok.
- 1. d4 f5 2. h3 připravuje postup g4, černý učiní nejlépe, když gambit odmítne po 2... Jf6 3. g4 d5 s velmi dobrou hrou
- 1. d4 f5 2. g4 zde je gambit dobré přijmout a po 2...fxg4 3. h3 přináší černému dobrou hru odmítnutí gambitu 3... g3! 4. fxg3 s nejasnou hrou a na 3. e4 může černý reagovat 3... e5 nebo 3... d5 4. e5 Sf5 s nejasnými zápletkami

### Stauntonův gambit
|   | a | b | c | d | e | f | g | h |   |
| 8 | a8 černý věž · b8 černý jezdec · c8 černý střelec · d8 černý dáma · e8 černý král · f8 černý střelec · g8 černý jezdec · h8 černý věž · a7 černý pěšec · b7 černý pěšec · c7 černý pěšec · d7 černý pěšec · e7 černý pěšec · g7 černý pěšec · h7 černý pěšec · f5 černý pěšec · d4 bílý pěšec · e4 bílý pěšec · a2 bílý pěšec · b2 bílý pěšec · c2 bílý pěšec · f2 bílý pěšec · g2 bílý pěšec · h2 bílý pěšec · a1 bílý věž · b1 bílý jezdec · c1 bílý střelec · d1 bílý dáma · e1 bílý král · f1 bílý střelec · g1 bílý jezdec · h1 bílý věž | a8 černý věž · b8 černý jezdec · c8 černý střelec · d8 černý dáma · e8 černý král · f8 černý střelec · g8 černý jezdec · h8 černý věž · a7 černý pěšec · b7 černý pěšec · c7 černý pěšec · d7 černý pěšec · e7 černý pěšec · g7 černý pěšec · h7 černý pěšec · f5 černý pěšec · d4 bílý pěšec · e4 bílý pěšec · a2 bílý pěšec · b2 bílý pěšec · c2 bílý pěšec · f2 bílý pěšec · g2 bílý pěšec · h2 bílý pěšec · a1 bílý věž · b1 bílý jezdec · c1 bílý střelec · d1 bílý dáma · e1 bílý král · f1 bílý střelec · g1 bílý jezdec · h1 bílý věž | a8 černý věž · b8 černý jezdec · c8 černý střelec · d8 černý dáma · e8 černý král · f8 černý střelec · g8 černý jezdec · h8 černý věž · a7 černý pěšec · b7 černý pěšec · c7 černý pěšec · d7 černý pěšec · e7 černý pěšec · g7 černý pěšec · h7 černý pěšec · f5 černý pěšec · d4 bílý pěšec · e4 bílý pěšec · a2 bílý pěšec · b2 bílý pěšec · c2 bílý pěšec · f2 bílý pěšec · g2 bílý pěšec · h2 bílý pěšec · a1 bílý věž · b1 bílý jezdec · c1 bílý střelec · d1 bílý dáma · e1 bílý král · f1 bílý střelec · g1 bílý jezdec · h1 bílý věž | a8 černý věž · b8 černý jezdec · c8 černý střelec · d8 černý dáma · e8 černý král · f8 černý střelec · g8 černý jezdec · h8 černý věž · a7 černý pěšec · b7 černý pěšec · c7 černý pěšec · d7 černý pěšec · e7 černý pěšec · g7 černý pěšec · h7 černý pěšec · f5 černý pěšec · d4 bílý pěšec · e4 bílý pěšec · a2 bílý pěšec · b2 bílý pěšec · c2 bílý pěšec · f2 bílý pěšec · g2 bílý pěšec · h2 bílý pěšec · a1 bílý věž · b1 bílý jezdec · c1 bílý střelec · d1 bílý dáma · e1 bílý král · f1 bílý střelec · g1 bílý jezdec · h1 bílý věž | a8 černý věž · b8 černý jezdec · c8 černý střelec · d8 černý dáma · e8 černý král · f8 černý střelec · g8 černý jezdec · h8 černý věž · a7 černý pěšec · b7 černý pěšec · c7 černý pěšec · d7 černý pěšec · e7 černý pěšec · g7 černý pěšec · h7 černý pěšec · f5 černý pěšec · d4 bílý pěšec · e4 bílý pěšec · a2 bílý pěšec · b2 bílý pěšec · c2 bílý pěšec · f2 bílý pěšec · g2 bílý pěšec · h2 bílý pěšec · a1 bílý věž · b1 bílý jezdec · c1 bílý střelec · d1 bílý dáma · e1 bílý král · f1 bílý střelec · g1 bílý jezdec · h1 bílý věž | a8 černý věž · b8 černý jezdec · c8 černý střelec · d8 černý dáma · e8 černý král · f8 černý střelec · g8 černý jezdec · h8 černý věž · a7 černý pěšec · b7 černý pěšec · c7 černý pěšec · d7 černý pěšec · e7 černý pěšec · g7 černý pěšec · h7 černý pěšec · f5 černý pěšec · d4 bílý pěšec · e4 bílý pěšec · a2 bílý pěšec · b2 bílý pěšec · c2 bílý pěšec · f2 bílý pěšec · g2 bílý pěšec · h2 bílý pěšec · a1 bílý věž · b1 bílý jezdec · c1 bílý střelec · d1 bílý dáma · e1 bílý král · f1 bílý střelec · g1 bílý jezdec · h1 bílý věž | a8 černý věž · b8 černý jezdec · c8 černý střelec · d8 černý dáma · e8 černý král · f8 černý střelec · g8 černý jezdec · h8 černý věž · a7 černý pěšec · b7 černý pěšec · c7 černý pěšec · d7 černý pěšec · e7 černý pěšec · g7 černý pěšec · h7 černý pěšec · f5 černý pěšec · d4 bílý pěšec · e4 bílý pěšec · a2 bílý pěšec · b2 bílý pěšec · c2 bílý pěšec · f2 bílý pěšec · g2 bílý pěšec · h2 bílý pěšec · a1 bílý věž · b1 bílý jezdec · c1 bílý střelec · d1 bílý dáma · e1 bílý král · f1 bílý střelec · g1 bílý jezdec · h1 bílý věž | a8 černý věž · b8 černý jezdec · c8 černý střelec · d8 černý dáma · e8 černý král · f8 černý střelec · g8 černý jezdec · h8 černý věž · a7 černý pěšec · b7 černý pěšec · c7 černý pěšec · d7 černý pěšec · e7 černý pěšec · g7 černý pěšec · h7 černý pěšec · f5 černý pěšec · d4 bílý pěšec · e4 bílý pěšec · a2 bílý pěšec · b2 bílý pěšec · c2 bílý pěšec · f2 bílý pěšec · g2 bílý pěšec · h2 bílý pěšec · a1 bílý věž · b1 bílý jezdec · c1 bílý střelec · d1 bílý dáma · e1 bílý král · f1 bílý střelec · g1 bílý jezdec · h1 bílý věž | 8 |
| 7 | a8 černý věž · b8 černý jezdec · c8 černý střelec · d8 černý dáma · e8 černý král · f8 černý střelec · g8 černý jezdec · h8 černý věž · a7 černý pěšec · b7 černý pěšec · c7 černý pěšec · d7 černý pěšec · e7 černý pěšec · g7 černý pěšec · h7 černý pěšec · f5 černý pěšec · d4 bílý pěšec · e4 bílý pěšec · a2 bílý pěšec · b2 bílý pěšec · c2 bílý pěšec · f2 bílý pěšec · g2 bílý pěšec · h2 bílý pěšec · a1 bílý věž · b1 bílý jezdec · c1 bílý střelec · d1 bílý dáma · e1 bílý král · f1 bílý střelec · g1 bílý jezdec · h1 bílý věž | a8 černý věž · b8 černý jezdec · c8 černý střelec · d8 černý dáma · e8 černý král · f8 černý střelec · g8 černý jezdec · h8 černý věž · a7 černý pěšec · b7 černý pěšec · c7 černý pěšec · d7 černý pěšec · e7 černý pěšec · g7 černý pěšec · h7 černý pěšec · f5 černý pěšec · d4 bílý pěšec · e4 bílý pěšec · a2 bílý pěšec · b2 bílý pěšec · c2 bílý pěšec · f2 bílý pěšec · g2 bílý pěšec · h2 bílý pěšec · a1 bílý věž · b1 bílý jezdec · c1 bílý střelec · d1 bílý dáma · e1 bílý král · f1 bílý střelec · g1 bílý jezdec · h1 bílý věž | a8 černý věž · b8 černý jezdec · c8 černý střelec · d8 černý dáma · e8 černý král · f8 černý střelec · g8 černý jezdec · h8 černý věž · a7 černý pěšec · b7 černý pěšec · c7 černý pěšec · d7 černý pěšec · e7 černý pěšec · g7 černý pěšec · h7 černý pěšec · f5 černý pěšec · d4 bílý pěšec · e4 bílý pěšec · a2 bílý pěšec · b2 bílý pěšec · c2 bílý pěšec · f2 bílý pěšec · g2 bílý pěšec · h2 bílý pěšec · a1 bílý věž · b1 bílý jezdec · c1 bílý střelec · d1 bílý dáma · e1 bílý král · f1 bílý střelec · g1 bílý jezdec · h1 bílý věž | a8 černý věž · b8 černý jezdec · c8 černý střelec · d8 černý dáma · e8 černý král · f8 černý střelec · g8 černý jezdec · h8 černý věž · a7 černý pěšec · b7 černý pěšec · c7 černý pěšec · d7 černý pěšec · e7 černý pěšec · g7 černý pěšec · h7 černý pěšec · f5 černý pěšec · d4 bílý pěšec · e4 bílý pěšec · a2 bílý pěšec · b2 bílý pěšec · c2 bílý pěšec · f2 bílý pěšec · g2 bílý pěšec · h2 bílý pěšec · a1 bílý věž · b1 bílý jezdec · c1 bílý střelec · d1 bílý dáma · e1 bílý král · f1 bílý střelec · g1 bílý jezdec · h1 bílý věž | a8 černý věž · b8 černý jezdec · c8 černý střelec · d8 černý dáma · e8 černý král · f8 černý střelec · g8 černý jezdec · h8 černý věž · a7 černý pěšec · b7 černý pěšec · c7 černý pěšec · d7 černý pěšec · e7 černý pěšec · g7 černý pěšec · h7 černý pěšec · f5 černý pěšec · d4 bílý pěšec · e4 bílý pěšec · a2 bílý pěšec · b2 bílý pěšec · c2 bílý pěšec · f2 bílý pěšec · g2 bílý pěšec · h2 bílý pěšec · a1 bílý věž · b1 bílý jezdec · c1 bílý střelec · d1 bílý dáma · e1 bílý král · f1 bílý střelec · g1 bílý jezdec · h1 bílý věž | a8 černý věž · b8 černý jezdec · c8 černý střelec · d8 černý dáma · e8 černý král · f8 černý střelec · g8 černý jezdec · h8 černý věž · a7 černý pěšec · b7 černý pěšec · c7 černý pěšec · d7 černý pěšec · e7 černý pěšec · g7 černý pěšec · h7 černý pěšec · f5 černý pěšec · d4 bílý pěšec · e4 bílý pěšec · a2 bílý pěšec · b2 bílý pěšec · c2 bílý pěšec · f2 bílý pěšec · g2 bílý pěšec · h2 bílý pěšec · a1 bílý věž · b1 bílý jezdec · c1 bílý střelec · d1 bílý dáma · e1 bílý král · f1 bílý střelec · g1 bílý jezdec · h1 bílý věž | a8 černý věž · b8 černý jezdec · c8 černý střelec · d8 černý dáma · e8 černý král · f8 černý střelec · g8 černý jezdec · h8 černý věž · a7 černý pěšec · b7 černý pěšec · c7 černý pěšec · d7 černý pěšec · e7 černý pěšec · g7 černý pěšec · h7 černý pěšec · f5 černý pěšec · d4 bílý pěšec · e4 bílý pěšec · a2 bílý pěšec · b2 bílý pěšec · c2 bílý pěšec · f2 bílý pěšec · g2 bílý pěšec · h2 bílý pěšec · a1 bílý věž · b1 bílý jezdec · c1 bílý střelec · d1 bílý dáma · e1 bílý král · f1 bílý střelec · g1 bílý jezdec · h1 bílý věž | a8 černý věž · b8 černý jezdec · c8 černý střelec · d8 černý dáma · e8 černý král · f8 černý střelec · g8 černý jezdec · h8 černý věž · a7 černý pěšec · b7 černý pěšec · c7 černý pěšec · d7 černý pěšec · e7 černý pěšec · g7 černý pěšec · h7 černý pěšec · f5 černý pěšec · d4 bílý pěšec · e4 bílý pěšec · a2 bílý pěšec · b2 bílý pěšec · c2 bílý pěšec · f2 bílý pěšec · g2 bílý pěšec · h2 bílý pěšec · a1 bílý věž · b1 bílý jezdec · c1 bílý střelec · d1 bílý dáma · e1 bílý král · f1 bílý střelec · g1 bílý jezdec · h1 bílý věž | 7 |
| 6 | a8 černý věž · b8 černý jezdec · c8 černý střelec · d8 černý dáma · e8 černý král · f8 černý střelec · g8 černý jezdec · h8 černý věž · a7 černý pěšec · b7 černý pěšec · c7 černý pěšec · d7 černý pěšec · e7 černý pěšec · g7 černý pěšec · h7 černý pěšec · f5 černý pěšec · d4 bílý pěšec · e4 bílý pěšec · a2 bílý pěšec · b2 bílý pěšec · c2 bílý pěšec · f2 bílý pěšec · g2 bílý pěšec · h2 bílý pěšec · a1 bílý věž · b1 bílý jezdec · c1 bílý střelec · d1 bílý dáma · e1 bílý král · f1 bílý střelec · g1 bílý jezdec · h1 bílý věž | a8 černý věž · b8 černý jezdec · c8 černý střelec · d8 černý dáma · e8 černý král · f8 černý střelec · g8 černý jezdec · h8 černý věž · a7 černý pěšec · b7 černý pěšec · c7 černý pěšec · d7 černý pěšec · e7 černý pěšec · g7 černý pěšec · h7 černý pěšec · f5 černý pěšec · d4 bílý pěšec · e4 bílý pěšec · a2 bílý pěšec · b2 bílý pěšec · c2 bílý pěšec · f2 bílý pěšec · g2 bílý pěšec · h2 bílý pěšec · a1 bílý věž · b1 bílý jezdec · c1 bílý střelec · d1 bílý dáma · e1 bílý král · f1 bílý střelec · g1 bílý jezdec · h1 bílý věž | a8 černý věž · b8 černý jezdec · c8 černý střelec · d8 černý dáma · e8 černý král · f8 černý střelec · g8 černý jezdec · h8 černý věž · a7 černý pěšec · b7 černý pěšec · c7 černý pěšec · d7 černý pěšec · e7 černý pěšec · g7 černý pěšec · h7 černý pěšec · f5 černý pěšec · d4 bílý pěšec · e4 bílý pěšec · a2 bílý pěšec · b2 bílý pěšec · c2 bílý pěšec · f2 bílý pěšec · g2 bílý pěšec · h2 bílý pěšec · a1 bílý věž · b1 bílý jezdec · c1 bílý střelec · d1 bílý dáma · e1 bílý král · f1 bílý střelec · g1 bílý jezdec · h1 bílý věž | a8 černý věž · b8 černý jezdec · c8 černý střelec · d8 černý dáma · e8 černý král · f8 černý střelec · g8 černý jezdec · h8 černý věž · a7 černý pěšec · b7 černý pěšec · c7 černý pěšec · d7 černý pěšec · e7 černý pěšec · g7 černý pěšec · h7 černý pěšec · f5 černý pěšec · d4 bílý pěšec · e4 bílý pěšec · a2 bílý pěšec · b2 bílý pěšec · c2 bílý pěšec · f2 bílý pěšec · g2 bílý pěšec · h2 bílý pěšec · a1 bílý věž · b1 bílý jezdec · c1 bílý střelec · d1 bílý dáma · e1 bílý král · f1 bílý střelec · g1 bílý jezdec · h1 bílý věž | a8 černý věž · b8 černý jezdec · c8 černý střelec · d8 černý dáma · e8 černý král · f8 černý střelec · g8 černý jezdec · h8 černý věž · a7 černý pěšec · b7 černý pěšec · c7 černý pěšec · d7 černý pěšec · e7 černý pěšec · g7 černý pěšec · h7 černý pěšec · f5 černý pěšec · d4 bílý pěšec · e4 bílý pěšec · a2 bílý pěšec · b2 bílý pěšec · c2 bílý pěšec · f2 bílý pěšec · g2 bílý pěšec · h2 bílý pěšec · a1 bílý věž · b1 bílý jezdec · c1 bílý střelec · d1 bílý dáma · e1 bílý král · f1 bílý střelec · g1 bílý jezdec · h1 bílý věž | a8 černý věž · b8 černý jezdec · c8 černý střelec · d8 černý dáma · e8 černý král · f8 černý střelec · g8 černý jezdec · h8 černý věž · a7 černý pěšec · b7 černý pěšec · c7 černý pěšec · d7 černý pěšec · e7 černý pěšec · g7 černý pěšec · h7 černý pěšec · f5 černý pěšec · d4 bílý pěšec · e4 bílý pěšec · a2 bílý pěšec · b2 bílý pěšec · c2 bílý pěšec · f2 bílý pěšec · g2 bílý pěšec · h2 bílý pěšec · a1 bílý věž · b1 bílý jezdec · c1 bílý střelec · d1 bílý dáma · e1 bílý král · f1 bílý střelec · g1 bílý jezdec · h1 bílý věž | a8 černý věž · b8 černý jezdec · c8 černý střelec · d8 černý dáma · e8 černý král · f8 černý střelec · g8 černý jezdec · h8 černý věž · a7 černý pěšec · b7 černý pěšec · c7 černý pěšec · d7 černý pěšec · e7 černý pěšec · g7 černý pěšec · h7 černý pěšec · f5 černý pěšec · d4 bílý pěšec · e4 bílý pěšec · a2 bílý pěšec · b2 bílý pěšec · c2 bílý pěšec · f2 bílý pěšec · g2 bílý pěšec · h2 bílý pěšec · a1 bílý věž · b1 bílý jezdec · c1 bílý střelec · d1 bílý dáma · e1 bílý král · f1 bílý střelec · g1 bílý jezdec · h1 bílý věž | a8 černý věž · b8 černý jezdec · c8 černý střelec · d8 černý dáma · e8 černý král · f8 černý střelec · g8 černý jezdec · h8 černý věž · a7 černý pěšec · b7 černý pěšec · c7 černý pěšec · d7 černý pěšec · e7 černý pěšec · g7 černý pěšec · h7 černý pěšec · f5 černý pěšec · d4 bílý pěšec · e4 bílý pěšec · a2 bílý pěšec · b2 bílý pěšec · c2 bílý pěšec · f2 bílý pěšec · g2 bílý pěšec · h2 bílý pěšec · a1 bílý věž · b1 bílý jezdec · c1 bílý střelec · d1 bílý dáma · e1 bílý král · f1 bílý střelec · g1 bílý jezdec · h1 bílý věž | 6 |
| 5 | a8 černý věž · b8 černý jezdec · c8 černý střelec · d8 černý dáma · e8 černý král · f8 černý střelec · g8 černý jezdec · h8 černý věž · a7 černý pěšec · b7 černý pěšec · c7 černý pěšec · d7 černý pěšec · e7 černý pěšec · g7 černý pěšec · h7 černý pěšec · f5 černý pěšec · d4 bílý pěšec · e4 bílý pěšec · a2 bílý pěšec · b2 bílý pěšec · c2 bílý pěšec · f2 bílý pěšec · g2 bílý pěšec · h2 bílý pěšec · a1 bílý věž · b1 bílý jezdec · c1 bílý střelec · d1 bílý dáma · e1 bílý král · f1 bílý střelec · g1 bílý jezdec · h1 bílý věž | a8 černý věž · b8 černý jezdec · c8 černý střelec · d8 černý dáma · e8 černý král · f8 černý střelec · g8 černý jezdec · h8 černý věž · a7 černý pěšec · b7 černý pěšec · c7 černý pěšec · d7 černý pěšec · e7 černý pěšec · g7 černý pěšec · h7 černý pěšec · f5 černý pěšec · d4 bílý pěšec · e4 bílý pěšec · a2 bílý pěšec · b2 bílý pěšec · c2 bílý pěšec · f2 bílý pěšec · g2 bílý pěšec · h2 bílý pěšec · a1 bílý věž · b1 bílý jezdec · c1 bílý střelec · d1 bílý dáma · e1 bílý král · f1 bílý střelec · g1 bílý jezdec · h1 bílý věž | a8 černý věž · b8 černý jezdec · c8 černý střelec · d8 černý dáma · e8 černý král · f8 černý střelec · g8 černý jezdec · h8 černý věž · a7 černý pěšec · b7 černý pěšec · c7 černý pěšec · d7 černý pěšec · e7 černý pěšec · g7 černý pěšec · h7 černý pěšec · f5 černý pěšec · d4 bílý pěšec · e4 bílý pěšec · a2 bílý pěšec · b2 bílý pěšec · c2 bílý pěšec · f2 bílý pěšec · g2 bílý pěšec · h2 bílý pěšec · a1 bílý věž · b1 bílý jezdec · c1 bílý střelec · d1 bílý dáma · e1 bílý král · f1 bílý střelec · g1 bílý jezdec · h1 bílý věž | a8 černý věž · b8 černý jezdec · c8 černý střelec · d8 černý dáma · e8 černý král · f8 černý střelec · g8 černý jezdec · h8 černý věž · a7 černý pěšec · b7 černý pěšec · c7 černý pěšec · d7 černý pěšec · e7 černý pěšec · g7 černý pěšec · h7 černý pěšec · f5 černý pěšec · d4 bílý pěšec · e4 bílý pěšec · a2 bílý pěšec · b2 bílý pěšec · c2 bílý pěšec · f2 bílý pěšec · g2 bílý pěšec · h2 bílý pěšec · a1 bílý věž · b1 bílý jezdec · c1 bílý střelec · d1 bílý dáma · e1 bílý král · f1 bílý střelec · g1 bílý jezdec · h1 bílý věž | a8 černý věž · b8 černý jezdec · c8 černý střelec · d8 černý dáma · e8 černý král · f8 černý střelec · g8 černý jezdec · h8 černý věž · a7 černý pěšec · b7 černý pěšec · c7 černý pěšec · d7 černý pěšec · e7 černý pěšec · g7 černý pěšec · h7 černý pěšec · f5 černý pěšec · d4 bílý pěšec · e4 bílý pěšec · a2 bílý pěšec · b2 bílý pěšec · c2 bílý pěšec · f2 bílý pěšec · g2 bílý pěšec · h2 bílý pěšec · a1 bílý věž · b1 bílý jezdec · c1 bílý střelec · d1 bílý dáma · e1 bílý král · f1 bílý střelec · g1 bílý jezdec · h1 bílý věž | a8 černý věž · b8 černý jezdec · c8 černý střelec · d8 černý dáma · e8 černý král · f8 černý střelec · g8 černý jezdec · h8 černý věž · a7 černý pěšec · b7 černý pěšec · c7 černý pěšec · d7 černý pěšec · e7 černý pěšec · g7 černý pěšec · h7 černý pěšec · f5 černý pěšec · d4 bílý pěšec · e4 bílý pěšec · a2 bílý pěšec · b2 bílý pěšec · c2 bílý pěšec · f2 bílý pěšec · g2 bílý pěšec · h2 bílý pěšec · a1 bílý věž · b1 bílý jezdec · c1 bílý střelec · d1 bílý dáma · e1 bílý král · f1 bílý střelec · g1 bílý jezdec · h1 bílý věž | a8 černý věž · b8 černý jezdec · c8 černý střelec · d8 černý dáma · e8 černý král · f8 černý střelec · g8 černý jezdec · h8 černý věž · a7 černý pěšec · b7 černý pěšec · c7 černý pěšec · d7 černý pěšec · e7 černý pěšec · g7 černý pěšec · h7 černý pěšec · f5 černý pěšec · d4 bílý pěšec · e4 bílý pěšec · a2 bílý pěšec · b2 bílý pěšec · c2 bílý pěšec · f2 bílý pěšec · g2 bílý pěšec · h2 bílý pěšec · a1 bílý věž · b1 bílý jezdec · c1 bílý střelec · d1 bílý dáma · e1 bílý král · f1 bílý střelec · g1 bílý jezdec · h1 bílý věž | a8 černý věž · b8 černý jezdec · c8 černý střelec · d8 černý dáma · e8 černý král · f8 černý střelec · g8 černý jezdec · h8 černý věž · a7 černý pěšec · b7 černý pěšec · c7 černý pěšec · d7 černý pěšec · e7 černý pěšec · g7 černý pěšec · h7 černý pěšec · f5 černý pěšec · d4 bílý pěšec · e4 bílý pěšec · a2 bílý pěšec · b2 bílý pěšec · c2 bílý pěšec · f2 bílý pěšec · g2 bílý pěšec · h2 bílý pěšec · a1 bílý věž · b1 bílý jezdec · c1 bílý střelec · d1 bílý dáma · e1 bílý král · f1 bílý střelec · g1 bílý jezdec · h1 bílý věž | 5 |
| 4 | a8 černý věž · b8 černý jezdec · c8 černý střelec · d8 černý dáma · e8 černý král · f8 černý střelec · g8 černý jezdec · h8 černý věž · a7 černý pěšec · b7 černý pěšec · c7 černý pěšec · d7 černý pěšec · e7 černý pěšec · g7 černý pěšec · h7 černý pěšec · f5 černý pěšec · d4 bílý pěšec · e4 bílý pěšec · a2 bílý pěšec · b2 bílý pěšec · c2 bílý pěšec · f2 bílý pěšec · g2 bílý pěšec · h2 bílý pěšec · a1 bílý věž · b1 bílý jezdec · c1 bílý střelec · d1 bílý dáma · e1 bílý král · f1 bílý střelec · g1 bílý jezdec · h1 bílý věž | a8 černý věž · b8 černý jezdec · c8 černý střelec · d8 černý dáma · e8 černý král · f8 černý střelec · g8 černý jezdec · h8 černý věž · a7 černý pěšec · b7 černý pěšec · c7 černý pěšec · d7 černý pěšec · e7 černý pěšec · g7 černý pěšec · h7 černý pěšec · f5 černý pěšec · d4 bílý pěšec · e4 bílý pěšec · a2 bílý pěšec · b2 bílý pěšec · c2 bílý pěšec · f2 bílý pěšec · g2 bílý pěšec · h2 bílý pěšec · a1 bílý věž · b1 bílý jezdec · c1 bílý střelec · d1 bílý dáma · e1 bílý král · f1 bílý střelec · g1 bílý jezdec · h1 bílý věž | a8 černý věž · b8 černý jezdec · c8 černý střelec · d8 černý dáma · e8 černý král · f8 černý střelec · g8 černý jezdec · h8 černý věž · a7 černý pěšec · b7 černý pěšec · c7 černý pěšec · d7 černý pěšec · e7 černý pěšec · g7 černý pěšec · h7 černý pěšec · f5 černý pěšec · d4 bílý pěšec · e4 bílý pěšec · a2 bílý pěšec · b2 bílý pěšec · c2 bílý pěšec · f2 bílý pěšec · g2 bílý pěšec · h2 bílý pěšec · a1 bílý věž · b1 bílý jezdec · c1 bílý střelec · d1 bílý dáma · e1 bílý král · f1 bílý střelec · g1 bílý jezdec · h1 bílý věž | a8 černý věž · b8 černý jezdec · c8 černý střelec · d8 černý dáma · e8 černý král · f8 černý střelec · g8 černý jezdec · h8 černý věž · a7 černý pěšec · b7 černý pěšec · c7 černý pěšec · d7 černý pěšec · e7 černý pěšec · g7 černý pěšec · h7 černý pěšec · f5 černý pěšec · d4 bílý pěšec · e4 bílý pěšec · a2 bílý pěšec · b2 bílý pěšec · c2 bílý pěšec · f2 bílý pěšec · g2 bílý pěšec · h2 bílý pěšec · a1 bílý věž · b1 bílý jezdec · c1 bílý střelec · d1 bílý dáma · e1 bílý král · f1 bílý střelec · g1 bílý jezdec · h1 bílý věž | a8 černý věž · b8 černý jezdec · c8 černý střelec · d8 černý dáma · e8 černý král · f8 černý střelec · g8 černý jezdec · h8 černý věž · a7 černý pěšec · b7 černý pěšec · c7 černý pěšec · d7 černý pěšec · e7 černý pěšec · g7 černý pěšec · h7 černý pěšec · f5 černý pěšec · d4 bílý pěšec · e4 bílý pěšec · a2 bílý pěšec · b2 bílý pěšec · c2 bílý pěšec · f2 bílý pěšec · g2 bílý pěšec · h2 bílý pěšec · a1 bílý věž · b1 bílý jezdec · c1 bílý střelec · d1 bílý dáma · e1 bílý král · f1 bílý střelec · g1 bílý jezdec · h1 bílý věž | a8 černý věž · b8 černý jezdec · c8 černý střelec · d8 černý dáma · e8 černý král · f8 černý střelec · g8 černý jezdec · h8 černý věž · a7 černý pěšec · b7 černý pěšec · c7 černý pěšec · d7 černý pěšec · e7 černý pěšec · g7 černý pěšec · h7 černý pěšec · f5 černý pěšec · d4 bílý pěšec · e4 bílý pěšec · a2 bílý pěšec · b2 bílý pěšec · c2 bílý pěšec · f2 bílý pěšec · g2 bílý pěšec · h2 bílý pěšec · a1 bílý věž · b1 bílý jezdec · c1 bílý střelec · d1 bílý dáma · e1 bílý král · f1 bílý střelec · g1 bílý jezdec · h1 bílý věž | a8 černý věž · b8 černý jezdec · c8 černý střelec · d8 černý dáma · e8 černý král · f8 černý střelec · g8 černý jezdec · h8 černý věž · a7 černý pěšec · b7 černý pěšec · c7 černý pěšec · d7 černý pěšec · e7 černý pěšec · g7 černý pěšec · h7 černý pěšec · f5 černý pěšec · d4 bílý pěšec · e4 bílý pěšec · a2 bílý pěšec · b2 bílý pěšec · c2 bílý pěšec · f2 bílý pěšec · g2 bílý pěšec · h2 bílý pěšec · a1 bílý věž · b1 bílý jezdec · c1 bílý střelec · d1 bílý dáma · e1 bílý král · f1 bílý střelec · g1 bílý jezdec · h1 bílý věž | a8 černý věž · b8 černý jezdec · c8 černý střelec · d8 černý dáma · e8 černý král · f8 černý střelec · g8 černý jezdec · h8 černý věž · a7 černý pěšec · b7 černý pěšec · c7 černý pěšec · d7 černý pěšec · e7 černý pěšec · g7 černý pěšec · h7 černý pěšec · f5 černý pěšec · d4 bílý pěšec · e4 bílý pěšec · a2 bílý pěšec · b2 bílý pěšec · c2 bílý pěšec · f2 bílý pěšec · g2 bílý pěšec · h2 bílý pěšec · a1 bílý věž · b1 bílý jezdec · c1 bílý střelec · d1 bílý dáma · e1 bílý král · f1 bílý střelec · g1 bílý jezdec · h1 bílý věž | 4 |
| 3 | a8 černý věž · b8 černý jezdec · c8 černý střelec · d8 černý dáma · e8 černý král · f8 černý střelec · g8 černý jezdec · h8 černý věž · a7 černý pěšec · b7 černý pěšec · c7 černý pěšec · d7 černý pěšec · e7 černý pěšec · g7 černý pěšec · h7 černý pěšec · f5 černý pěšec · d4 bílý pěšec · e4 bílý pěšec · a2 bílý pěšec · b2 bílý pěšec · c2 bílý pěšec · f2 bílý pěšec · g2 bílý pěšec · h2 bílý pěšec · a1 bílý věž · b1 bílý jezdec · c1 bílý střelec · d1 bílý dáma · e1 bílý král · f1 bílý střelec · g1 bílý jezdec · h1 bílý věž | a8 černý věž · b8 černý jezdec · c8 černý střelec · d8 černý dáma · e8 černý král · f8 černý střelec · g8 černý jezdec · h8 černý věž · a7 černý pěšec · b7 černý pěšec · c7 černý pěšec · d7 černý pěšec · e7 černý pěšec · g7 černý pěšec · h7 černý pěšec · f5 černý pěšec · d4 bílý pěšec · e4 bílý pěšec · a2 bílý pěšec · b2 bílý pěšec · c2 bílý pěšec · f2 bílý pěšec · g2 bílý pěšec · h2 bílý pěšec · a1 bílý věž · b1 bílý jezdec · c1 bílý střelec · d1 bílý dáma · e1 bílý král · f1 bílý střelec · g1 bílý jezdec · h1 bílý věž | a8 černý věž · b8 černý jezdec · c8 černý střelec · d8 černý dáma · e8 černý král · f8 černý střelec · g8 černý jezdec · h8 černý věž · a7 černý pěšec · b7 černý pěšec · c7 černý pěšec · d7 černý pěšec · e7 černý pěšec · g7 černý pěšec · h7 černý pěšec · f5 černý pěšec · d4 bílý pěšec · e4 bílý pěšec · a2 bílý pěšec · b2 bílý pěšec · c2 bílý pěšec · f2 bílý pěšec · g2 bílý pěšec · h2 bílý pěšec · a1 bílý věž · b1 bílý jezdec · c1 bílý střelec · d1 bílý dáma · e1 bílý král · f1 bílý střelec · g1 bílý jezdec · h1 bílý věž | a8 černý věž · b8 černý jezdec · c8 černý střelec · d8 černý dáma · e8 černý král · f8 černý střelec · g8 černý jezdec · h8 černý věž · a7 černý pěšec · b7 černý pěšec · c7 černý pěšec · d7 černý pěšec · e7 černý pěšec · g7 černý pěšec · h7 černý pěšec · f5 černý pěšec · d4 bílý pěšec · e4 bílý pěšec · a2 bílý pěšec · b2 bílý pěšec · c2 bílý pěšec · f2 bílý pěšec · g2 bílý pěšec · h2 bílý pěšec · a1 bílý věž · b1 bílý jezdec · c1 bílý střelec · d1 bílý dáma · e1 bílý král · f1 bílý střelec · g1 bílý jezdec · h1 bílý věž | a8 černý věž · b8 černý jezdec · c8 černý střelec · d8 černý dáma · e8 černý král · f8 černý střelec · g8 černý jezdec · h8 černý věž · a7 černý pěšec · b7 černý pěšec · c7 černý pěšec · d7 černý pěšec · e7 černý pěšec · g7 černý pěšec · h7 černý pěšec · f5 černý pěšec · d4 bílý pěšec · e4 bílý pěšec · a2 bílý pěšec · b2 bílý pěšec · c2 bílý pěšec · f2 bílý pěšec · g2 bílý pěšec · h2 bílý pěšec · a1 bílý věž · b1 bílý jezdec · c1 bílý střelec · d1 bílý dáma · e1 bílý král · f1 bílý střelec · g1 bílý jezdec · h1 bílý věž | a8 černý věž · b8 černý jezdec · c8 černý střelec · d8 černý dáma · e8 černý král · f8 černý střelec · g8 černý jezdec · h8 černý věž · a7 černý pěšec · b7 černý pěšec · c7 černý pěšec · d7 černý pěšec · e7 černý pěšec · g7 černý pěšec · h7 černý pěšec · f5 černý pěšec · d4 bílý pěšec · e4 bílý pěšec · a2 bílý pěšec · b2 bílý pěšec · c2 bílý pěšec · f2 bílý pěšec · g2 bílý pěšec · h2 bílý pěšec · a1 bílý věž · b1 bílý jezdec · c1 bílý střelec · d1 bílý dáma · e1 bílý král · f1 bílý střelec · g1 bílý jezdec · h1 bílý věž | a8 černý věž · b8 černý jezdec · c8 černý střelec · d8 černý dáma · e8 černý král · f8 černý střelec · g8 černý jezdec · h8 černý věž · a7 černý pěšec · b7 černý pěšec · c7 černý pěšec · d7 černý pěšec · e7 černý pěšec · g7 černý pěšec · h7 černý pěšec · f5 černý pěšec · d4 bílý pěšec · e4 bílý pěšec · a2 bílý pěšec · b2 bílý pěšec · c2 bílý pěšec · f2 bílý pěšec · g2 bílý pěšec · h2 bílý pěšec · a1 bílý věž · b1 bílý jezdec · c1 bílý střelec · d1 bílý dáma · e1 bílý král · f1 bílý střelec · g1 bílý jezdec · h1 bílý věž | a8 černý věž · b8 černý jezdec · c8 černý střelec · d8 černý dáma · e8 černý král · f8 černý střelec · g8 černý jezdec · h8 černý věž · a7 černý pěšec · b7 černý pěšec · c7 černý pěšec · d7 černý pěšec · e7 černý pěšec · g7 černý pěšec · h7 černý pěšec · f5 černý pěšec · d4 bílý pěšec · e4 bílý pěšec · a2 bílý pěšec · b2 bílý pěšec · c2 bílý pěšec · f2 bílý pěšec · g2 bílý pěšec · h2 bílý pěšec · a1 bílý věž · b1 bílý jezdec · c1 bílý střelec · d1 bílý dáma · e1 bílý král · f1 bílý střelec · g1 bílý jezdec · h1 bílý věž | 3 |
| 2 | a8 černý věž · b8 černý jezdec · c8 černý střelec · d8 černý dáma · e8 černý král · f8 černý střelec · g8 černý jezdec · h8 černý věž · a7 černý pěšec · b7 černý pěšec · c7 černý pěšec · d7 černý pěšec · e7 černý pěšec · g7 černý pěšec · h7 černý pěšec · f5 černý pěšec · d4 bílý pěšec · e4 bílý pěšec · a2 bílý pěšec · b2 bílý pěšec · c2 bílý pěšec · f2 bílý pěšec · g2 bílý pěšec · h2 bílý pěšec · a1 bílý věž · b1 bílý jezdec · c1 bílý střelec · d1 bílý dáma · e1 bílý král · f1 bílý střelec · g1 bílý jezdec · h1 bílý věž | a8 černý věž · b8 černý jezdec · c8 černý střelec · d8 černý dáma · e8 černý král · f8 černý střelec · g8 černý jezdec · h8 černý věž · a7 černý pěšec · b7 černý pěšec · c7 černý pěšec · d7 černý pěšec · e7 černý pěšec · g7 černý pěšec · h7 černý pěšec · f5 černý pěšec · d4 bílý pěšec · e4 bílý pěšec · a2 bílý pěšec · b2 bílý pěšec · c2 bílý pěšec · f2 bílý pěšec · g2 bílý pěšec · h2 bílý pěšec · a1 bílý věž · b1 bílý jezdec · c1 bílý střelec · d1 bílý dáma · e1 bílý král · f1 bílý střelec · g1 bílý jezdec · h1 bílý věž | a8 černý věž · b8 černý jezdec · c8 černý střelec · d8 černý dáma · e8 černý král · f8 černý střelec · g8 černý jezdec · h8 černý věž · a7 černý pěšec · b7 černý pěšec · c7 černý pěšec · d7 černý pěšec · e7 černý pěšec · g7 černý pěšec · h7 černý pěšec · f5 černý pěšec · d4 bílý pěšec · e4 bílý pěšec · a2 bílý pěšec · b2 bílý pěšec · c2 bílý pěšec · f2 bílý pěšec · g2 bílý pěšec · h2 bílý pěšec · a1 bílý věž · b1 bílý jezdec · c1 bílý střelec · d1 bílý dáma · e1 bílý král · f1 bílý střelec · g1 bílý jezdec · h1 bílý věž | a8 černý věž · b8 černý jezdec · c8 černý střelec · d8 černý dáma · e8 černý král · f8 černý střelec · g8 černý jezdec · h8 černý věž · a7 černý pěšec · b7 černý pěšec · c7 černý pěšec · d7 černý pěšec · e7 černý pěšec · g7 černý pěšec · h7 černý pěšec · f5 černý pěšec · d4 bílý pěšec · e4 bílý pěšec · a2 bílý pěšec · b2 bílý pěšec · c2 bílý pěšec · f2 bílý pěšec · g2 bílý pěšec · h2 bílý pěšec · a1 bílý věž · b1 bílý jezdec · c1 bílý střelec · d1 bílý dáma · e1 bílý král · f1 bílý střelec · g1 bílý jezdec · h1 bílý věž | a8 černý věž · b8 černý jezdec · c8 černý střelec · d8 černý dáma · e8 černý král · f8 černý střelec · g8 černý jezdec · h8 černý věž · a7 černý pěšec · b7 černý pěšec · c7 černý pěšec · d7 černý pěšec · e7 černý pěšec · g7 černý pěšec · h7 černý pěšec · f5 černý pěšec · d4 bílý pěšec · e4 bílý pěšec · a2 bílý pěšec · b2 bílý pěšec · c2 bílý pěšec · f2 bílý pěšec · g2 bílý pěšec · h2 bílý pěšec · a1 bílý věž · b1 bílý jezdec · c1 bílý střelec · d1 bílý dáma · e1 bílý král · f1 bílý střelec · g1 bílý jezdec · h1 bílý věž | a8 černý věž · b8 černý jezdec · c8 černý střelec · d8 černý dáma · e8 černý král · f8 černý střelec · g8 černý jezdec · h8 černý věž · a7 černý pěšec · b7 černý pěšec · c7 černý pěšec · d7 černý pěšec · e7 černý pěšec · g7 černý pěšec · h7 černý pěšec · f5 černý pěšec · d4 bílý pěšec · e4 bílý pěšec · a2 bílý pěšec · b2 bílý pěšec · c2 bílý pěšec · f2 bílý pěšec · g2 bílý pěšec · h2 bílý pěšec · a1 bílý věž · b1 bílý jezdec · c1 bílý střelec · d1 bílý dáma · e1 bílý král · f1 bílý střelec · g1 bílý jezdec · h1 bílý věž | a8 černý věž · b8 černý jezdec · c8 černý střelec · d8 černý dáma · e8 černý král · f8 černý střelec · g8 černý jezdec · h8 černý věž · a7 černý pěšec · b7 černý pěšec · c7 černý pěšec · d7 černý pěšec · e7 černý pěšec · g7 černý pěšec · h7 černý pěšec · f5 černý pěšec · d4 bílý pěšec · e4 bílý pěšec · a2 bílý pěšec · b2 bílý pěšec · c2 bílý pěšec · f2 bílý pěšec · g2 bílý pěšec · h2 bílý pěšec · a1 bílý věž · b1 bílý jezdec · c1 bílý střelec · d1 bílý dáma · e1 bílý král · f1 bílý střelec · g1 bílý jezdec · h1 bílý věž | a8 černý věž · b8 černý jezdec · c8 černý střelec · d8 černý dáma · e8 černý král · f8 černý střelec · g8 černý jezdec · h8 černý věž · a7 černý pěšec · b7 černý pěšec · c7 černý pěšec · d7 černý pěšec · e7 černý pěšec · g7 černý pěšec · h7 černý pěšec · f5 černý pěšec · d4 bílý pěšec · e4 bílý pěšec · a2 bílý pěšec · b2 bílý pěšec · c2 bílý pěšec · f2 bílý pěšec · g2 bílý pěšec · h2 bílý pěšec · a1 bílý věž · b1 bílý jezdec · c1 bílý střelec · d1 bílý dáma · e1 bílý král · f1 bílý střelec · g1 bílý jezdec · h1 bílý věž | 2 |
| 1 | a8 černý věž · b8 černý jezdec · c8 černý střelec · d8 černý dáma · e8 černý král · f8 černý střelec · g8 černý jezdec · h8 černý věž · a7 černý pěšec · b7 černý pěšec · c7 černý pěšec · d7 černý pěšec · e7 černý pěšec · g7 černý pěšec · h7 černý pěšec · f5 černý pěšec · d4 bílý pěšec · e4 bílý pěšec · a2 bílý pěšec · b2 bílý pěšec · c2 bílý pěšec · f2 bílý pěšec · g2 bílý pěšec · h2 bílý pěšec · a1 bílý věž · b1 bílý jezdec · c1 bílý střelec · d1 bílý dáma · e1 bílý král · f1 bílý střelec · g1 bílý jezdec · h1 bílý věž | a8 černý věž · b8 černý jezdec · c8 černý střelec · d8 černý dáma · e8 černý král · f8 černý střelec · g8 černý jezdec · h8 černý věž · a7 černý pěšec · b7 černý pěšec · c7 černý pěšec · d7 černý pěšec · e7 černý pěšec · g7 černý pěšec · h7 černý pěšec · f5 černý pěšec · d4 bílý pěšec · e4 bílý pěšec · a2 bílý pěšec · b2 bílý pěšec · c2 bílý pěšec · f2 bílý pěšec · g2 bílý pěšec · h2 bílý pěšec · a1 bílý věž · b1 bílý jezdec · c1 bílý střelec · d1 bílý dáma · e1 bílý král · f1 bílý střelec · g1 bílý jezdec · h1 bílý věž | a8 černý věž · b8 černý jezdec · c8 černý střelec · d8 černý dáma · e8 černý král · f8 černý střelec · g8 černý jezdec · h8 černý věž · a7 černý pěšec · b7 černý pěšec · c7 černý pěšec · d7 černý pěšec · e7 černý pěšec · g7 černý pěšec · h7 černý pěšec · f5 černý pěšec · d4 bílý pěšec · e4 bílý pěšec · a2 bílý pěšec · b2 bílý pěšec · c2 bílý pěšec · f2 bílý pěšec · g2 bílý pěšec · h2 bílý pěšec · a1 bílý věž · b1 bílý jezdec · c1 bílý střelec · d1 bílý dáma · e1 bílý král · f1 bílý střelec · g1 bílý jezdec · h1 bílý věž | a8 černý věž · b8 černý jezdec · c8 černý střelec · d8 černý dáma · e8 černý král · f8 černý střelec · g8 černý jezdec · h8 černý věž · a7 černý pěšec · b7 černý pěšec · c7 černý pěšec · d7 černý pěšec · e7 černý pěšec · g7 černý pěšec · h7 černý pěšec · f5 černý pěšec · d4 bílý pěšec · e4 bílý pěšec · a2 bílý pěšec · b2 bílý pěšec · c2 bílý pěšec · f2 bílý pěšec · g2 bílý pěšec · h2 bílý pěšec · a1 bílý věž · b1 bílý jezdec · c1 bílý střelec · d1 bílý dáma · e1 bílý král · f1 bílý střelec · g1 bílý jezdec · h1 bílý věž | a8 černý věž · b8 černý jezdec · c8 černý střelec · d8 černý dáma · e8 černý král · f8 černý střelec · g8 černý jezdec · h8 černý věž · a7 černý pěšec · b7 černý pěšec · c7 černý pěšec · d7 černý pěšec · e7 černý pěšec · g7 černý pěšec · h7 černý pěšec · f5 černý pěšec · d4 bílý pěšec · e4 bílý pěšec · a2 bílý pěšec · b2 bílý pěšec · c2 bílý pěšec · f2 bílý pěšec · g2 bílý pěšec · h2 bílý pěšec · a1 bílý věž · b1 bílý jezdec · c1 bílý střelec · d1 bílý dáma · e1 bílý král · f1 bílý střelec · g1 bílý jezdec · h1 bílý věž | a8 černý věž · b8 černý jezdec · c8 černý střelec · d8 černý dáma · e8 černý král · f8 černý střelec · g8 černý jezdec · h8 černý věž · a7 černý pěšec · b7 černý pěšec · c7 černý pěšec · d7 černý pěšec · e7 černý pěšec · g7 černý pěšec · h7 černý pěšec · f5 černý pěšec · d4 bílý pěšec · e4 bílý pěšec · a2 bílý pěšec · b2 bílý pěšec · c2 bílý pěšec · f2 bílý pěšec · g2 bílý pěšec · h2 bílý pěšec · a1 bílý věž · b1 bílý jezdec · c1 bílý střelec · d1 bílý dáma · e1 bílý král · f1 bílý střelec · g1 bílý jezdec · h1 bílý věž | a8 černý věž · b8 černý jezdec · c8 černý střelec · d8 černý dáma · e8 černý král · f8 černý střelec · g8 černý jezdec · h8 černý věž · a7 černý pěšec · b7 černý pěšec · c7 černý pěšec · d7 černý pěšec · e7 černý pěšec · g7 černý pěšec · h7 černý pěšec · f5 černý pěšec · d4 bílý pěšec · e4 bílý pěšec · a2 bílý pěšec · b2 bílý pěšec · c2 bílý pěšec · f2 bílý pěšec · g2 bílý pěšec · h2 bílý pěšec · a1 bílý věž · b1 bílý jezdec · c1 bílý střelec · d1 bílý dáma · e1 bílý král · f1 bílý střelec · g1 bílý jezdec · h1 bílý věž | a8 černý věž · b8 černý jezdec · c8 černý střelec · d8 černý dáma · e8 černý král · f8 černý střelec · g8 černý jezdec · h8 černý věž · a7 černý pěšec · b7 černý pěšec · c7 černý pěšec · d7 černý pěšec · e7 černý pěšec · g7 černý pěšec · h7 černý pěšec · f5 černý pěšec · d4 bílý pěšec · e4 bílý pěšec · a2 bílý pěšec · b2 bílý pěšec · c2 bílý pěšec · f2 bílý pěšec · g2 bílý pěšec · h2 bílý pěšec · a1 bílý věž · b1 bílý jezdec · c1 bílý střelec · d1 bílý dáma · e1 bílý král · f1 bílý střelec · g1 bílý jezdec · h1 bílý věž | 1 |
|   | a | b | c | d | e | f | g | h |   |

1. d4 f5 2.e4
je gambit pojmenovaný po H.Stauntonovi, který ho použil v roce 1846. Po 2... fxe4 3. Jc3 Jf6 má bílý volbu mezi
- 4. f3 na což může černý hrát 4...exf3 s kompenzací bílého za pěšce nebo 4... Jc6 5. fxe4 e5 6. dxe5 Jxe5 7. Jf3 s perspektivnější pozicí bílého a 4... d5 5. fxe4 dxe4 s komplikovanou hrou.
- 4. Sg5 Zde může černý reagovat 4... g6 5.h4 s iniciativou bílého, mírným 4... e6 5. Jxe4 Se7 s pasivnější pozicí nebo 4... c6 5. f3 exf3 6. Jxf3 s kompenzací bílého za pěšce, dobré šance má černý po 4... Jc6 5. d5 Je5 6. Dd4 Jf7 s nejasnou hrou

### Varianta s 2.Sg5
1. d4 f5 2. Sg5
Bílý se snaží narušit vývin černého, který má na výběr mezi přímočarým 2... h6 3. Sh4 g5 4. e3 Jf6, riskantním 2... c6 3. Jd2 Db6 kde má bílý vzhledem k zatoulané černé dámě kompenzaci za pěšce a 2... g6 3. Jc3 Sg7 4. e4 dxe4 4. Jxe4 d5 s protihrou

### Varianta s 2. Jc3
1. d4 f5 2. Jc3 Bílý reaguje aktivně a snaží se ovládnout střed. Černý tu má na výběr 2 pokračování.
- 2... d5 na což se bílý může rozhodnout mezi 3. Sf4 a 3. Sg5
- 2... Jf6 3. Sg5 d5 (3... e6 by po 4. e4 dxe4 4. Jxe4 vedlo do výhodné varianty bílého ve Stauntonově gambitu) 4. Sxf6 exf6 5. e3 má bílý lepší pěšcovou strukturu a aktivní pozici, černý má za to dvojici střelců

## Hlavní varianta
1. d4 f5 2. g3 Fianchetto střelce je nejsolidnější a hlavní odpovědí proti Holandské obraně. Bílý si tu zajistí královské křídlo proti útočným možnostem černého. Hraje-li bílý 2. c4 a později g3, jedná se pouze o přehození tahů.

### Systém se Sb4+
1. d4 f5 2. g3 Jf6 3. Sg2 e6 4. c4 (často může přejít do hlavních variant, rozdíl je v tom, že bílý si ponechává možnost vyvinout Jh3) 4...Sb4+ Tento moderní výpad hrál již Aljechin.
- 5. Jd2 0-0 6. Jgf3 černý může nyní postavit Stonewall tahem 6...d5 bez možnosti bílého výměnit černopolné střelce nebo může zvolit výstavbu 6...d6 a vyměnit střelce za Jd2, a také může hrát 6...b6 s plánem fianchetta na dámském křídle.
- 5. Sd2 na tomto místě se černý může rozhodnout mezi 5... Sxd2+ 6. Dxd2 d6 7. Jf3 De7 a 5... Se7 kde dále černý může zvolit d6 s výstavbu obdobnou systému Iljina Ženevského nebo může hrát výstavbu Stonewall tahem d5, v obou případech je rozdíl navíc v umístění bílého střelce na d2, což přináší výhody v tempu navíc a nevýhody v nevhodném umístění tohoto střelce.

### Systém Iljina Ženevského
1. d4 f5 2. g3 Jf6 3. Sg2 e6 4. Jf3 Se7 5. 0-0 0-0 6. c4 d6 (Aljechinův výpad 6... Je4 se také vzácně vyskytuje) 7. Jc3
Pasivnější výstavba ve středu má u černého pointu v převedení černé dámy De8-h5 na aktivnější pozici do útoku. Černý může hrát 7... a5 a teprve pak De8, což často přechází do varianty 7... De8. Nebo hraje rovnou 7... De8 a bílý odpovídá nejčastěji poklidným 8. b3 a5 9. Sb2 s prostorovou převahou

### Stonewall
|   | a | b | c | d | e | f | g | h |   |
| 8 | a8 černý věž · b8 černý jezdec · c8 černý střelec · d8 černý dáma · e8 černý král · f8 černý střelec · h8 černý věž · a7 černý pěšec · b7 černý pěšec · g7 černý pěšec · h7 černý pěšec · c6 černý pěšec · e6 černý pěšec · f6 černý jezdec · d5 černý pěšec · f5 černý pěšec · c4 bílý pěšec · d4 bílý pěšec · f3 bílý jezdec · g3 bílý pěšec · a2 bílý pěšec · b2 bílý pěšec · e2 bílý pěšec · f2 bílý pěšec · g2 bílý střelec · h2 bílý pěšec · a1 bílý věž · b1 bílý jezdec · c1 bílý střelec · d1 bílý dáma · e1 bílý král · h1 bílý věž | a8 černý věž · b8 černý jezdec · c8 černý střelec · d8 černý dáma · e8 černý král · f8 černý střelec · h8 černý věž · a7 černý pěšec · b7 černý pěšec · g7 černý pěšec · h7 černý pěšec · c6 černý pěšec · e6 černý pěšec · f6 černý jezdec · d5 černý pěšec · f5 černý pěšec · c4 bílý pěšec · d4 bílý pěšec · f3 bílý jezdec · g3 bílý pěšec · a2 bílý pěšec · b2 bílý pěšec · e2 bílý pěšec · f2 bílý pěšec · g2 bílý střelec · h2 bílý pěšec · a1 bílý věž · b1 bílý jezdec · c1 bílý střelec · d1 bílý dáma · e1 bílý král · h1 bílý věž | a8 černý věž · b8 černý jezdec · c8 černý střelec · d8 černý dáma · e8 černý král · f8 černý střelec · h8 černý věž · a7 černý pěšec · b7 černý pěšec · g7 černý pěšec · h7 černý pěšec · c6 černý pěšec · e6 černý pěšec · f6 černý jezdec · d5 černý pěšec · f5 černý pěšec · c4 bílý pěšec · d4 bílý pěšec · f3 bílý jezdec · g3 bílý pěšec · a2 bílý pěšec · b2 bílý pěšec · e2 bílý pěšec · f2 bílý pěšec · g2 bílý střelec · h2 bílý pěšec · a1 bílý věž · b1 bílý jezdec · c1 bílý střelec · d1 bílý dáma · e1 bílý král · h1 bílý věž | a8 černý věž · b8 černý jezdec · c8 černý střelec · d8 černý dáma · e8 černý král · f8 černý střelec · h8 černý věž · a7 černý pěšec · b7 černý pěšec · g7 černý pěšec · h7 černý pěšec · c6 černý pěšec · e6 černý pěšec · f6 černý jezdec · d5 černý pěšec · f5 černý pěšec · c4 bílý pěšec · d4 bílý pěšec · f3 bílý jezdec · g3 bílý pěšec · a2 bílý pěšec · b2 bílý pěšec · e2 bílý pěšec · f2 bílý pěšec · g2 bílý střelec · h2 bílý pěšec · a1 bílý věž · b1 bílý jezdec · c1 bílý střelec · d1 bílý dáma · e1 bílý král · h1 bílý věž | a8 černý věž · b8 černý jezdec · c8 černý střelec · d8 černý dáma · e8 černý král · f8 černý střelec · h8 černý věž · a7 černý pěšec · b7 černý pěšec · g7 černý pěšec · h7 černý pěšec · c6 černý pěšec · e6 černý pěšec · f6 černý jezdec · d5 černý pěšec · f5 černý pěšec · c4 bílý pěšec · d4 bílý pěšec · f3 bílý jezdec · g3 bílý pěšec · a2 bílý pěšec · b2 bílý pěšec · e2 bílý pěšec · f2 bílý pěšec · g2 bílý střelec · h2 bílý pěšec · a1 bílý věž · b1 bílý jezdec · c1 bílý střelec · d1 bílý dáma · e1 bílý král · h1 bílý věž | a8 černý věž · b8 černý jezdec · c8 černý střelec · d8 černý dáma · e8 černý král · f8 černý střelec · h8 černý věž · a7 černý pěšec · b7 černý pěšec · g7 černý pěšec · h7 černý pěšec · c6 černý pěšec · e6 černý pěšec · f6 černý jezdec · d5 černý pěšec · f5 černý pěšec · c4 bílý pěšec · d4 bílý pěšec · f3 bílý jezdec · g3 bílý pěšec · a2 bílý pěšec · b2 bílý pěšec · e2 bílý pěšec · f2 bílý pěšec · g2 bílý střelec · h2 bílý pěšec · a1 bílý věž · b1 bílý jezdec · c1 bílý střelec · d1 bílý dáma · e1 bílý král · h1 bílý věž | a8 černý věž · b8 černý jezdec · c8 černý střelec · d8 černý dáma · e8 černý král · f8 černý střelec · h8 černý věž · a7 černý pěšec · b7 černý pěšec · g7 černý pěšec · h7 černý pěšec · c6 černý pěšec · e6 černý pěšec · f6 černý jezdec · d5 černý pěšec · f5 černý pěšec · c4 bílý pěšec · d4 bílý pěšec · f3 bílý jezdec · g3 bílý pěšec · a2 bílý pěšec · b2 bílý pěšec · e2 bílý pěšec · f2 bílý pěšec · g2 bílý střelec · h2 bílý pěšec · a1 bílý věž · b1 bílý jezdec · c1 bílý střelec · d1 bílý dáma · e1 bílý král · h1 bílý věž | a8 černý věž · b8 černý jezdec · c8 černý střelec · d8 černý dáma · e8 černý král · f8 černý střelec · h8 černý věž · a7 černý pěšec · b7 černý pěšec · g7 černý pěšec · h7 černý pěšec · c6 černý pěšec · e6 černý pěšec · f6 černý jezdec · d5 černý pěšec · f5 černý pěšec · c4 bílý pěšec · d4 bílý pěšec · f3 bílý jezdec · g3 bílý pěšec · a2 bílý pěšec · b2 bílý pěšec · e2 bílý pěšec · f2 bílý pěšec · g2 bílý střelec · h2 bílý pěšec · a1 bílý věž · b1 bílý jezdec · c1 bílý střelec · d1 bílý dáma · e1 bílý král · h1 bílý věž | 8 |
| 7 | a8 černý věž · b8 černý jezdec · c8 černý střelec · d8 černý dáma · e8 černý král · f8 černý střelec · h8 černý věž · a7 černý pěšec · b7 černý pěšec · g7 černý pěšec · h7 černý pěšec · c6 černý pěšec · e6 černý pěšec · f6 černý jezdec · d5 černý pěšec · f5 černý pěšec · c4 bílý pěšec · d4 bílý pěšec · f3 bílý jezdec · g3 bílý pěšec · a2 bílý pěšec · b2 bílý pěšec · e2 bílý pěšec · f2 bílý pěšec · g2 bílý střelec · h2 bílý pěšec · a1 bílý věž · b1 bílý jezdec · c1 bílý střelec · d1 bílý dáma · e1 bílý král · h1 bílý věž | a8 černý věž · b8 černý jezdec · c8 černý střelec · d8 černý dáma · e8 černý král · f8 černý střelec · h8 černý věž · a7 černý pěšec · b7 černý pěšec · g7 černý pěšec · h7 černý pěšec · c6 černý pěšec · e6 černý pěšec · f6 černý jezdec · d5 černý pěšec · f5 černý pěšec · c4 bílý pěšec · d4 bílý pěšec · f3 bílý jezdec · g3 bílý pěšec · a2 bílý pěšec · b2 bílý pěšec · e2 bílý pěšec · f2 bílý pěšec · g2 bílý střelec · h2 bílý pěšec · a1 bílý věž · b1 bílý jezdec · c1 bílý střelec · d1 bílý dáma · e1 bílý král · h1 bílý věž | a8 černý věž · b8 černý jezdec · c8 černý střelec · d8 černý dáma · e8 černý král · f8 černý střelec · h8 černý věž · a7 černý pěšec · b7 černý pěšec · g7 černý pěšec · h7 černý pěšec · c6 černý pěšec · e6 černý pěšec · f6 černý jezdec · d5 černý pěšec · f5 černý pěšec · c4 bílý pěšec · d4 bílý pěšec · f3 bílý jezdec · g3 bílý pěšec · a2 bílý pěšec · b2 bílý pěšec · e2 bílý pěšec · f2 bílý pěšec · g2 bílý střelec · h2 bílý pěšec · a1 bílý věž · b1 bílý jezdec · c1 bílý střelec · d1 bílý dáma · e1 bílý král · h1 bílý věž | a8 černý věž · b8 černý jezdec · c8 černý střelec · d8 černý dáma · e8 černý král · f8 černý střelec · h8 černý věž · a7 černý pěšec · b7 černý pěšec · g7 černý pěšec · h7 černý pěšec · c6 černý pěšec · e6 černý pěšec · f6 černý jezdec · d5 černý pěšec · f5 černý pěšec · c4 bílý pěšec · d4 bílý pěšec · f3 bílý jezdec · g3 bílý pěšec · a2 bílý pěšec · b2 bílý pěšec · e2 bílý pěšec · f2 bílý pěšec · g2 bílý střelec · h2 bílý pěšec · a1 bílý věž · b1 bílý jezdec · c1 bílý střelec · d1 bílý dáma · e1 bílý král · h1 bílý věž | a8 černý věž · b8 černý jezdec · c8 černý střelec · d8 černý dáma · e8 černý král · f8 černý střelec · h8 černý věž · a7 černý pěšec · b7 černý pěšec · g7 černý pěšec · h7 černý pěšec · c6 černý pěšec · e6 černý pěšec · f6 černý jezdec · d5 černý pěšec · f5 černý pěšec · c4 bílý pěšec · d4 bílý pěšec · f3 bílý jezdec · g3 bílý pěšec · a2 bílý pěšec · b2 bílý pěšec · e2 bílý pěšec · f2 bílý pěšec · g2 bílý střelec · h2 bílý pěšec · a1 bílý věž · b1 bílý jezdec · c1 bílý střelec · d1 bílý dáma · e1 bílý král · h1 bílý věž | a8 černý věž · b8 černý jezdec · c8 černý střelec · d8 černý dáma · e8 černý král · f8 černý střelec · h8 černý věž · a7 černý pěšec · b7 černý pěšec · g7 černý pěšec · h7 černý pěšec · c6 černý pěšec · e6 černý pěšec · f6 černý jezdec · d5 černý pěšec · f5 černý pěšec · c4 bílý pěšec · d4 bílý pěšec · f3 bílý jezdec · g3 bílý pěšec · a2 bílý pěšec · b2 bílý pěšec · e2 bílý pěšec · f2 bílý pěšec · g2 bílý střelec · h2 bílý pěšec · a1 bílý věž · b1 bílý jezdec · c1 bílý střelec · d1 bílý dáma · e1 bílý král · h1 bílý věž | a8 černý věž · b8 černý jezdec · c8 černý střelec · d8 černý dáma · e8 černý král · f8 černý střelec · h8 černý věž · a7 černý pěšec · b7 černý pěšec · g7 černý pěšec · h7 černý pěšec · c6 černý pěšec · e6 černý pěšec · f6 černý jezdec · d5 černý pěšec · f5 černý pěšec · c4 bílý pěšec · d4 bílý pěšec · f3 bílý jezdec · g3 bílý pěšec · a2 bílý pěšec · b2 bílý pěšec · e2 bílý pěšec · f2 bílý pěšec · g2 bílý střelec · h2 bílý pěšec · a1 bílý věž · b1 bílý jezdec · c1 bílý střelec · d1 bílý dáma · e1 bílý král · h1 bílý věž | a8 černý věž · b8 černý jezdec · c8 černý střelec · d8 černý dáma · e8 černý král · f8 černý střelec · h8 černý věž · a7 černý pěšec · b7 černý pěšec · g7 černý pěšec · h7 černý pěšec · c6 černý pěšec · e6 černý pěšec · f6 černý jezdec · d5 černý pěšec · f5 černý pěšec · c4 bílý pěšec · d4 bílý pěšec · f3 bílý jezdec · g3 bílý pěšec · a2 bílý pěšec · b2 bílý pěšec · e2 bílý pěšec · f2 bílý pěšec · g2 bílý střelec · h2 bílý pěšec · a1 bílý věž · b1 bílý jezdec · c1 bílý střelec · d1 bílý dáma · e1 bílý král · h1 bílý věž | 7 |
| 6 | a8 černý věž · b8 černý jezdec · c8 černý střelec · d8 černý dáma · e8 černý král · f8 černý střelec · h8 černý věž · a7 černý pěšec · b7 černý pěšec · g7 černý pěšec · h7 černý pěšec · c6 černý pěšec · e6 černý pěšec · f6 černý jezdec · d5 černý pěšec · f5 černý pěšec · c4 bílý pěšec · d4 bílý pěšec · f3 bílý jezdec · g3 bílý pěšec · a2 bílý pěšec · b2 bílý pěšec · e2 bílý pěšec · f2 bílý pěšec · g2 bílý střelec · h2 bílý pěšec · a1 bílý věž · b1 bílý jezdec · c1 bílý střelec · d1 bílý dáma · e1 bílý král · h1 bílý věž | a8 černý věž · b8 černý jezdec · c8 černý střelec · d8 černý dáma · e8 černý král · f8 černý střelec · h8 černý věž · a7 černý pěšec · b7 černý pěšec · g7 černý pěšec · h7 černý pěšec · c6 černý pěšec · e6 černý pěšec · f6 černý jezdec · d5 černý pěšec · f5 černý pěšec · c4 bílý pěšec · d4 bílý pěšec · f3 bílý jezdec · g3 bílý pěšec · a2 bílý pěšec · b2 bílý pěšec · e2 bílý pěšec · f2 bílý pěšec · g2 bílý střelec · h2 bílý pěšec · a1 bílý věž · b1 bílý jezdec · c1 bílý střelec · d1 bílý dáma · e1 bílý král · h1 bílý věž | a8 černý věž · b8 černý jezdec · c8 černý střelec · d8 černý dáma · e8 černý král · f8 černý střelec · h8 černý věž · a7 černý pěšec · b7 černý pěšec · g7 černý pěšec · h7 černý pěšec · c6 černý pěšec · e6 černý pěšec · f6 černý jezdec · d5 černý pěšec · f5 černý pěšec · c4 bílý pěšec · d4 bílý pěšec · f3 bílý jezdec · g3 bílý pěšec · a2 bílý pěšec · b2 bílý pěšec · e2 bílý pěšec · f2 bílý pěšec · g2 bílý střelec · h2 bílý pěšec · a1 bílý věž · b1 bílý jezdec · c1 bílý střelec · d1 bílý dáma · e1 bílý král · h1 bílý věž | a8 černý věž · b8 černý jezdec · c8 černý střelec · d8 černý dáma · e8 černý král · f8 černý střelec · h8 černý věž · a7 černý pěšec · b7 černý pěšec · g7 černý pěšec · h7 černý pěšec · c6 černý pěšec · e6 černý pěšec · f6 černý jezdec · d5 černý pěšec · f5 černý pěšec · c4 bílý pěšec · d4 bílý pěšec · f3 bílý jezdec · g3 bílý pěšec · a2 bílý pěšec · b2 bílý pěšec · e2 bílý pěšec · f2 bílý pěšec · g2 bílý střelec · h2 bílý pěšec · a1 bílý věž · b1 bílý jezdec · c1 bílý střelec · d1 bílý dáma · e1 bílý král · h1 bílý věž | a8 černý věž · b8 černý jezdec · c8 černý střelec · d8 černý dáma · e8 černý král · f8 černý střelec · h8 černý věž · a7 černý pěšec · b7 černý pěšec · g7 černý pěšec · h7 černý pěšec · c6 černý pěšec · e6 černý pěšec · f6 černý jezdec · d5 černý pěšec · f5 černý pěšec · c4 bílý pěšec · d4 bílý pěšec · f3 bílý jezdec · g3 bílý pěšec · a2 bílý pěšec · b2 bílý pěšec · e2 bílý pěšec · f2 bílý pěšec · g2 bílý střelec · h2 bílý pěšec · a1 bílý věž · b1 bílý jezdec · c1 bílý střelec · d1 bílý dáma · e1 bílý král · h1 bílý věž | a8 černý věž · b8 černý jezdec · c8 černý střelec · d8 černý dáma · e8 černý král · f8 černý střelec · h8 černý věž · a7 černý pěšec · b7 černý pěšec · g7 černý pěšec · h7 černý pěšec · c6 černý pěšec · e6 černý pěšec · f6 černý jezdec · d5 černý pěšec · f5 černý pěšec · c4 bílý pěšec · d4 bílý pěšec · f3 bílý jezdec · g3 bílý pěšec · a2 bílý pěšec · b2 bílý pěšec · e2 bílý pěšec · f2 bílý pěšec · g2 bílý střelec · h2 bílý pěšec · a1 bílý věž · b1 bílý jezdec · c1 bílý střelec · d1 bílý dáma · e1 bílý král · h1 bílý věž | a8 černý věž · b8 černý jezdec · c8 černý střelec · d8 černý dáma · e8 černý král · f8 černý střelec · h8 černý věž · a7 černý pěšec · b7 černý pěšec · g7 černý pěšec · h7 černý pěšec · c6 černý pěšec · e6 černý pěšec · f6 černý jezdec · d5 černý pěšec · f5 černý pěšec · c4 bílý pěšec · d4 bílý pěšec · f3 bílý jezdec · g3 bílý pěšec · a2 bílý pěšec · b2 bílý pěšec · e2 bílý pěšec · f2 bílý pěšec · g2 bílý střelec · h2 bílý pěšec · a1 bílý věž · b1 bílý jezdec · c1 bílý střelec · d1 bílý dáma · e1 bílý král · h1 bílý věž | a8 černý věž · b8 černý jezdec · c8 černý střelec · d8 černý dáma · e8 černý král · f8 černý střelec · h8 černý věž · a7 černý pěšec · b7 černý pěšec · g7 černý pěšec · h7 černý pěšec · c6 černý pěšec · e6 černý pěšec · f6 černý jezdec · d5 černý pěšec · f5 černý pěšec · c4 bílý pěšec · d4 bílý pěšec · f3 bílý jezdec · g3 bílý pěšec · a2 bílý pěšec · b2 bílý pěšec · e2 bílý pěšec · f2 bílý pěšec · g2 bílý střelec · h2 bílý pěšec · a1 bílý věž · b1 bílý jezdec · c1 bílý střelec · d1 bílý dáma · e1 bílý král · h1 bílý věž | 6 |
| 5 | a8 černý věž · b8 černý jezdec · c8 černý střelec · d8 černý dáma · e8 černý král · f8 černý střelec · h8 černý věž · a7 černý pěšec · b7 černý pěšec · g7 černý pěšec · h7 černý pěšec · c6 černý pěšec · e6 černý pěšec · f6 černý jezdec · d5 černý pěšec · f5 černý pěšec · c4 bílý pěšec · d4 bílý pěšec · f3 bílý jezdec · g3 bílý pěšec · a2 bílý pěšec · b2 bílý pěšec · e2 bílý pěšec · f2 bílý pěšec · g2 bílý střelec · h2 bílý pěšec · a1 bílý věž · b1 bílý jezdec · c1 bílý střelec · d1 bílý dáma · e1 bílý král · h1 bílý věž | a8 černý věž · b8 černý jezdec · c8 černý střelec · d8 černý dáma · e8 černý král · f8 černý střelec · h8 černý věž · a7 černý pěšec · b7 černý pěšec · g7 černý pěšec · h7 černý pěšec · c6 černý pěšec · e6 černý pěšec · f6 černý jezdec · d5 černý pěšec · f5 černý pěšec · c4 bílý pěšec · d4 bílý pěšec · f3 bílý jezdec · g3 bílý pěšec · a2 bílý pěšec · b2 bílý pěšec · e2 bílý pěšec · f2 bílý pěšec · g2 bílý střelec · h2 bílý pěšec · a1 bílý věž · b1 bílý jezdec · c1 bílý střelec · d1 bílý dáma · e1 bílý král · h1 bílý věž | a8 černý věž · b8 černý jezdec · c8 černý střelec · d8 černý dáma · e8 černý král · f8 černý střelec · h8 černý věž · a7 černý pěšec · b7 černý pěšec · g7 černý pěšec · h7 černý pěšec · c6 černý pěšec · e6 černý pěšec · f6 černý jezdec · d5 černý pěšec · f5 černý pěšec · c4 bílý pěšec · d4 bílý pěšec · f3 bílý jezdec · g3 bílý pěšec · a2 bílý pěšec · b2 bílý pěšec · e2 bílý pěšec · f2 bílý pěšec · g2 bílý střelec · h2 bílý pěšec · a1 bílý věž · b1 bílý jezdec · c1 bílý střelec · d1 bílý dáma · e1 bílý král · h1 bílý věž | a8 černý věž · b8 černý jezdec · c8 černý střelec · d8 černý dáma · e8 černý král · f8 černý střelec · h8 černý věž · a7 černý pěšec · b7 černý pěšec · g7 černý pěšec · h7 černý pěšec · c6 černý pěšec · e6 černý pěšec · f6 černý jezdec · d5 černý pěšec · f5 černý pěšec · c4 bílý pěšec · d4 bílý pěšec · f3 bílý jezdec · g3 bílý pěšec · a2 bílý pěšec · b2 bílý pěšec · e2 bílý pěšec · f2 bílý pěšec · g2 bílý střelec · h2 bílý pěšec · a1 bílý věž · b1 bílý jezdec · c1 bílý střelec · d1 bílý dáma · e1 bílý král · h1 bílý věž | a8 černý věž · b8 černý jezdec · c8 černý střelec · d8 černý dáma · e8 černý král · f8 černý střelec · h8 černý věž · a7 černý pěšec · b7 černý pěšec · g7 černý pěšec · h7 černý pěšec · c6 černý pěšec · e6 černý pěšec · f6 černý jezdec · d5 černý pěšec · f5 černý pěšec · c4 bílý pěšec · d4 bílý pěšec · f3 bílý jezdec · g3 bílý pěšec · a2 bílý pěšec · b2 bílý pěšec · e2 bílý pěšec · f2 bílý pěšec · g2 bílý střelec · h2 bílý pěšec · a1 bílý věž · b1 bílý jezdec · c1 bílý střelec · d1 bílý dáma · e1 bílý král · h1 bílý věž | a8 černý věž · b8 černý jezdec · c8 černý střelec · d8 černý dáma · e8 černý král · f8 černý střelec · h8 černý věž · a7 černý pěšec · b7 černý pěšec · g7 černý pěšec · h7 černý pěšec · c6 černý pěšec · e6 černý pěšec · f6 černý jezdec · d5 černý pěšec · f5 černý pěšec · c4 bílý pěšec · d4 bílý pěšec · f3 bílý jezdec · g3 bílý pěšec · a2 bílý pěšec · b2 bílý pěšec · e2 bílý pěšec · f2 bílý pěšec · g2 bílý střelec · h2 bílý pěšec · a1 bílý věž · b1 bílý jezdec · c1 bílý střelec · d1 bílý dáma · e1 bílý král · h1 bílý věž | a8 černý věž · b8 černý jezdec · c8 černý střelec · d8 černý dáma · e8 černý král · f8 černý střelec · h8 černý věž · a7 černý pěšec · b7 černý pěšec · g7 černý pěšec · h7 černý pěšec · c6 černý pěšec · e6 černý pěšec · f6 černý jezdec · d5 černý pěšec · f5 černý pěšec · c4 bílý pěšec · d4 bílý pěšec · f3 bílý jezdec · g3 bílý pěšec · a2 bílý pěšec · b2 bílý pěšec · e2 bílý pěšec · f2 bílý pěšec · g2 bílý střelec · h2 bílý pěšec · a1 bílý věž · b1 bílý jezdec · c1 bílý střelec · d1 bílý dáma · e1 bílý král · h1 bílý věž | a8 černý věž · b8 černý jezdec · c8 černý střelec · d8 černý dáma · e8 černý král · f8 černý střelec · h8 černý věž · a7 černý pěšec · b7 černý pěšec · g7 černý pěšec · h7 černý pěšec · c6 černý pěšec · e6 černý pěšec · f6 černý jezdec · d5 černý pěšec · f5 černý pěšec · c4 bílý pěšec · d4 bílý pěšec · f3 bílý jezdec · g3 bílý pěšec · a2 bílý pěšec · b2 bílý pěšec · e2 bílý pěšec · f2 bílý pěšec · g2 bílý střelec · h2 bílý pěšec · a1 bílý věž · b1 bílý jezdec · c1 bílý střelec · d1 bílý dáma · e1 bílý král · h1 bílý věž | 5 |
| 4 | a8 černý věž · b8 černý jezdec · c8 černý střelec · d8 černý dáma · e8 černý král · f8 černý střelec · h8 černý věž · a7 černý pěšec · b7 černý pěšec · g7 černý pěšec · h7 černý pěšec · c6 černý pěšec · e6 černý pěšec · f6 černý jezdec · d5 černý pěšec · f5 černý pěšec · c4 bílý pěšec · d4 bílý pěšec · f3 bílý jezdec · g3 bílý pěšec · a2 bílý pěšec · b2 bílý pěšec · e2 bílý pěšec · f2 bílý pěšec · g2 bílý střelec · h2 bílý pěšec · a1 bílý věž · b1 bílý jezdec · c1 bílý střelec · d1 bílý dáma · e1 bílý král · h1 bílý věž | a8 černý věž · b8 černý jezdec · c8 černý střelec · d8 černý dáma · e8 černý král · f8 černý střelec · h8 černý věž · a7 černý pěšec · b7 černý pěšec · g7 černý pěšec · h7 černý pěšec · c6 černý pěšec · e6 černý pěšec · f6 černý jezdec · d5 černý pěšec · f5 černý pěšec · c4 bílý pěšec · d4 bílý pěšec · f3 bílý jezdec · g3 bílý pěšec · a2 bílý pěšec · b2 bílý pěšec · e2 bílý pěšec · f2 bílý pěšec · g2 bílý střelec · h2 bílý pěšec · a1 bílý věž · b1 bílý jezdec · c1 bílý střelec · d1 bílý dáma · e1 bílý král · h1 bílý věž | a8 černý věž · b8 černý jezdec · c8 černý střelec · d8 černý dáma · e8 černý král · f8 černý střelec · h8 černý věž · a7 černý pěšec · b7 černý pěšec · g7 černý pěšec · h7 černý pěšec · c6 černý pěšec · e6 černý pěšec · f6 černý jezdec · d5 černý pěšec · f5 černý pěšec · c4 bílý pěšec · d4 bílý pěšec · f3 bílý jezdec · g3 bílý pěšec · a2 bílý pěšec · b2 bílý pěšec · e2 bílý pěšec · f2 bílý pěšec · g2 bílý střelec · h2 bílý pěšec · a1 bílý věž · b1 bílý jezdec · c1 bílý střelec · d1 bílý dáma · e1 bílý král · h1 bílý věž | a8 černý věž · b8 černý jezdec · c8 černý střelec · d8 černý dáma · e8 černý král · f8 černý střelec · h8 černý věž · a7 černý pěšec · b7 černý pěšec · g7 černý pěšec · h7 černý pěšec · c6 černý pěšec · e6 černý pěšec · f6 černý jezdec · d5 černý pěšec · f5 černý pěšec · c4 bílý pěšec · d4 bílý pěšec · f3 bílý jezdec · g3 bílý pěšec · a2 bílý pěšec · b2 bílý pěšec · e2 bílý pěšec · f2 bílý pěšec · g2 bílý střelec · h2 bílý pěšec · a1 bílý věž · b1 bílý jezdec · c1 bílý střelec · d1 bílý dáma · e1 bílý král · h1 bílý věž | a8 černý věž · b8 černý jezdec · c8 černý střelec · d8 černý dáma · e8 černý král · f8 černý střelec · h8 černý věž · a7 černý pěšec · b7 černý pěšec · g7 černý pěšec · h7 černý pěšec · c6 černý pěšec · e6 černý pěšec · f6 černý jezdec · d5 černý pěšec · f5 černý pěšec · c4 bílý pěšec · d4 bílý pěšec · f3 bílý jezdec · g3 bílý pěšec · a2 bílý pěšec · b2 bílý pěšec · e2 bílý pěšec · f2 bílý pěšec · g2 bílý střelec · h2 bílý pěšec · a1 bílý věž · b1 bílý jezdec · c1 bílý střelec · d1 bílý dáma · e1 bílý král · h1 bílý věž | a8 černý věž · b8 černý jezdec · c8 černý střelec · d8 černý dáma · e8 černý král · f8 černý střelec · h8 černý věž · a7 černý pěšec · b7 černý pěšec · g7 černý pěšec · h7 černý pěšec · c6 černý pěšec · e6 černý pěšec · f6 černý jezdec · d5 černý pěšec · f5 černý pěšec · c4 bílý pěšec · d4 bílý pěšec · f3 bílý jezdec · g3 bílý pěšec · a2 bílý pěšec · b2 bílý pěšec · e2 bílý pěšec · f2 bílý pěšec · g2 bílý střelec · h2 bílý pěšec · a1 bílý věž · b1 bílý jezdec · c1 bílý střelec · d1 bílý dáma · e1 bílý král · h1 bílý věž | a8 černý věž · b8 černý jezdec · c8 černý střelec · d8 černý dáma · e8 černý král · f8 černý střelec · h8 černý věž · a7 černý pěšec · b7 černý pěšec · g7 černý pěšec · h7 černý pěšec · c6 černý pěšec · e6 černý pěšec · f6 černý jezdec · d5 černý pěšec · f5 černý pěšec · c4 bílý pěšec · d4 bílý pěšec · f3 bílý jezdec · g3 bílý pěšec · a2 bílý pěšec · b2 bílý pěšec · e2 bílý pěšec · f2 bílý pěšec · g2 bílý střelec · h2 bílý pěšec · a1 bílý věž · b1 bílý jezdec · c1 bílý střelec · d1 bílý dáma · e1 bílý král · h1 bílý věž | a8 černý věž · b8 černý jezdec · c8 černý střelec · d8 černý dáma · e8 černý král · f8 černý střelec · h8 černý věž · a7 černý pěšec · b7 černý pěšec · g7 černý pěšec · h7 černý pěšec · c6 černý pěšec · e6 černý pěšec · f6 černý jezdec · d5 černý pěšec · f5 černý pěšec · c4 bílý pěšec · d4 bílý pěšec · f3 bílý jezdec · g3 bílý pěšec · a2 bílý pěšec · b2 bílý pěšec · e2 bílý pěšec · f2 bílý pěšec · g2 bílý střelec · h2 bílý pěšec · a1 bílý věž · b1 bílý jezdec · c1 bílý střelec · d1 bílý dáma · e1 bílý král · h1 bílý věž | 4 |
| 3 | a8 černý věž · b8 černý jezdec · c8 černý střelec · d8 černý dáma · e8 černý král · f8 černý střelec · h8 černý věž · a7 černý pěšec · b7 černý pěšec · g7 černý pěšec · h7 černý pěšec · c6 černý pěšec · e6 černý pěšec · f6 černý jezdec · d5 černý pěšec · f5 černý pěšec · c4 bílý pěšec · d4 bílý pěšec · f3 bílý jezdec · g3 bílý pěšec · a2 bílý pěšec · b2 bílý pěšec · e2 bílý pěšec · f2 bílý pěšec · g2 bílý střelec · h2 bílý pěšec · a1 bílý věž · b1 bílý jezdec · c1 bílý střelec · d1 bílý dáma · e1 bílý král · h1 bílý věž | a8 černý věž · b8 černý jezdec · c8 černý střelec · d8 černý dáma · e8 černý král · f8 černý střelec · h8 černý věž · a7 černý pěšec · b7 černý pěšec · g7 černý pěšec · h7 černý pěšec · c6 černý pěšec · e6 černý pěšec · f6 černý jezdec · d5 černý pěšec · f5 černý pěšec · c4 bílý pěšec · d4 bílý pěšec · f3 bílý jezdec · g3 bílý pěšec · a2 bílý pěšec · b2 bílý pěšec · e2 bílý pěšec · f2 bílý pěšec · g2 bílý střelec · h2 bílý pěšec · a1 bílý věž · b1 bílý jezdec · c1 bílý střelec · d1 bílý dáma · e1 bílý král · h1 bílý věž | a8 černý věž · b8 černý jezdec · c8 černý střelec · d8 černý dáma · e8 černý král · f8 černý střelec · h8 černý věž · a7 černý pěšec · b7 černý pěšec · g7 černý pěšec · h7 černý pěšec · c6 černý pěšec · e6 černý pěšec · f6 černý jezdec · d5 černý pěšec · f5 černý pěšec · c4 bílý pěšec · d4 bílý pěšec · f3 bílý jezdec · g3 bílý pěšec · a2 bílý pěšec · b2 bílý pěšec · e2 bílý pěšec · f2 bílý pěšec · g2 bílý střelec · h2 bílý pěšec · a1 bílý věž · b1 bílý jezdec · c1 bílý střelec · d1 bílý dáma · e1 bílý král · h1 bílý věž | a8 černý věž · b8 černý jezdec · c8 černý střelec · d8 černý dáma · e8 černý král · f8 černý střelec · h8 černý věž · a7 černý pěšec · b7 černý pěšec · g7 černý pěšec · h7 černý pěšec · c6 černý pěšec · e6 černý pěšec · f6 černý jezdec · d5 černý pěšec · f5 černý pěšec · c4 bílý pěšec · d4 bílý pěšec · f3 bílý jezdec · g3 bílý pěšec · a2 bílý pěšec · b2 bílý pěšec · e2 bílý pěšec · f2 bílý pěšec · g2 bílý střelec · h2 bílý pěšec · a1 bílý věž · b1 bílý jezdec · c1 bílý střelec · d1 bílý dáma · e1 bílý král · h1 bílý věž | a8 černý věž · b8 černý jezdec · c8 černý střelec · d8 černý dáma · e8 černý král · f8 černý střelec · h8 černý věž · a7 černý pěšec · b7 černý pěšec · g7 černý pěšec · h7 černý pěšec · c6 černý pěšec · e6 černý pěšec · f6 černý jezdec · d5 černý pěšec · f5 černý pěšec · c4 bílý pěšec · d4 bílý pěšec · f3 bílý jezdec · g3 bílý pěšec · a2 bílý pěšec · b2 bílý pěšec · e2 bílý pěšec · f2 bílý pěšec · g2 bílý střelec · h2 bílý pěšec · a1 bílý věž · b1 bílý jezdec · c1 bílý střelec · d1 bílý dáma · e1 bílý král · h1 bílý věž | a8 černý věž · b8 černý jezdec · c8 černý střelec · d8 černý dáma · e8 černý král · f8 černý střelec · h8 černý věž · a7 černý pěšec · b7 černý pěšec · g7 černý pěšec · h7 černý pěšec · c6 černý pěšec · e6 černý pěšec · f6 černý jezdec · d5 černý pěšec · f5 černý pěšec · c4 bílý pěšec · d4 bílý pěšec · f3 bílý jezdec · g3 bílý pěšec · a2 bílý pěšec · b2 bílý pěšec · e2 bílý pěšec · f2 bílý pěšec · g2 bílý střelec · h2 bílý pěšec · a1 bílý věž · b1 bílý jezdec · c1 bílý střelec · d1 bílý dáma · e1 bílý král · h1 bílý věž | a8 černý věž · b8 černý jezdec · c8 černý střelec · d8 černý dáma · e8 černý král · f8 černý střelec · h8 černý věž · a7 černý pěšec · b7 černý pěšec · g7 černý pěšec · h7 černý pěšec · c6 černý pěšec · e6 černý pěšec · f6 černý jezdec · d5 černý pěšec · f5 černý pěšec · c4 bílý pěšec · d4 bílý pěšec · f3 bílý jezdec · g3 bílý pěšec · a2 bílý pěšec · b2 bílý pěšec · e2 bílý pěšec · f2 bílý pěšec · g2 bílý střelec · h2 bílý pěšec · a1 bílý věž · b1 bílý jezdec · c1 bílý střelec · d1 bílý dáma · e1 bílý král · h1 bílý věž | a8 černý věž · b8 černý jezdec · c8 černý střelec · d8 černý dáma · e8 černý král · f8 černý střelec · h8 černý věž · a7 černý pěšec · b7 černý pěšec · g7 černý pěšec · h7 černý pěšec · c6 černý pěšec · e6 černý pěšec · f6 černý jezdec · d5 černý pěšec · f5 černý pěšec · c4 bílý pěšec · d4 bílý pěšec · f3 bílý jezdec · g3 bílý pěšec · a2 bílý pěšec · b2 bílý pěšec · e2 bílý pěšec · f2 bílý pěšec · g2 bílý střelec · h2 bílý pěšec · a1 bílý věž · b1 bílý jezdec · c1 bílý střelec · d1 bílý dáma · e1 bílý král · h1 bílý věž | 3 |
| 2 | a8 černý věž · b8 černý jezdec · c8 černý střelec · d8 černý dáma · e8 černý král · f8 černý střelec · h8 černý věž · a7 černý pěšec · b7 černý pěšec · g7 černý pěšec · h7 černý pěšec · c6 černý pěšec · e6 černý pěšec · f6 černý jezdec · d5 černý pěšec · f5 černý pěšec · c4 bílý pěšec · d4 bílý pěšec · f3 bílý jezdec · g3 bílý pěšec · a2 bílý pěšec · b2 bílý pěšec · e2 bílý pěšec · f2 bílý pěšec · g2 bílý střelec · h2 bílý pěšec · a1 bílý věž · b1 bílý jezdec · c1 bílý střelec · d1 bílý dáma · e1 bílý král · h1 bílý věž | a8 černý věž · b8 černý jezdec · c8 černý střelec · d8 černý dáma · e8 černý král · f8 černý střelec · h8 černý věž · a7 černý pěšec · b7 černý pěšec · g7 černý pěšec · h7 černý pěšec · c6 černý pěšec · e6 černý pěšec · f6 černý jezdec · d5 černý pěšec · f5 černý pěšec · c4 bílý pěšec · d4 bílý pěšec · f3 bílý jezdec · g3 bílý pěšec · a2 bílý pěšec · b2 bílý pěšec · e2 bílý pěšec · f2 bílý pěšec · g2 bílý střelec · h2 bílý pěšec · a1 bílý věž · b1 bílý jezdec · c1 bílý střelec · d1 bílý dáma · e1 bílý král · h1 bílý věž | a8 černý věž · b8 černý jezdec · c8 černý střelec · d8 černý dáma · e8 černý král · f8 černý střelec · h8 černý věž · a7 černý pěšec · b7 černý pěšec · g7 černý pěšec · h7 černý pěšec · c6 černý pěšec · e6 černý pěšec · f6 černý jezdec · d5 černý pěšec · f5 černý pěšec · c4 bílý pěšec · d4 bílý pěšec · f3 bílý jezdec · g3 bílý pěšec · a2 bílý pěšec · b2 bílý pěšec · e2 bílý pěšec · f2 bílý pěšec · g2 bílý střelec · h2 bílý pěšec · a1 bílý věž · b1 bílý jezdec · c1 bílý střelec · d1 bílý dáma · e1 bílý král · h1 bílý věž | a8 černý věž · b8 černý jezdec · c8 černý střelec · d8 černý dáma · e8 černý král · f8 černý střelec · h8 černý věž · a7 černý pěšec · b7 černý pěšec · g7 černý pěšec · h7 černý pěšec · c6 černý pěšec · e6 černý pěšec · f6 černý jezdec · d5 černý pěšec · f5 černý pěšec · c4 bílý pěšec · d4 bílý pěšec · f3 bílý jezdec · g3 bílý pěšec · a2 bílý pěšec · b2 bílý pěšec · e2 bílý pěšec · f2 bílý pěšec · g2 bílý střelec · h2 bílý pěšec · a1 bílý věž · b1 bílý jezdec · c1 bílý střelec · d1 bílý dáma · e1 bílý král · h1 bílý věž | a8 černý věž · b8 černý jezdec · c8 černý střelec · d8 černý dáma · e8 černý král · f8 černý střelec · h8 černý věž · a7 černý pěšec · b7 černý pěšec · g7 černý pěšec · h7 černý pěšec · c6 černý pěšec · e6 černý pěšec · f6 černý jezdec · d5 černý pěšec · f5 černý pěšec · c4 bílý pěšec · d4 bílý pěšec · f3 bílý jezdec · g3 bílý pěšec · a2 bílý pěšec · b2 bílý pěšec · e2 bílý pěšec · f2 bílý pěšec · g2 bílý střelec · h2 bílý pěšec · a1 bílý věž · b1 bílý jezdec · c1 bílý střelec · d1 bílý dáma · e1 bílý král · h1 bílý věž | a8 černý věž · b8 černý jezdec · c8 černý střelec · d8 černý dáma · e8 černý král · f8 černý střelec · h8 černý věž · a7 černý pěšec · b7 černý pěšec · g7 černý pěšec · h7 černý pěšec · c6 černý pěšec · e6 černý pěšec · f6 černý jezdec · d5 černý pěšec · f5 černý pěšec · c4 bílý pěšec · d4 bílý pěšec · f3 bílý jezdec · g3 bílý pěšec · a2 bílý pěšec · b2 bílý pěšec · e2 bílý pěšec · f2 bílý pěšec · g2 bílý střelec · h2 bílý pěšec · a1 bílý věž · b1 bílý jezdec · c1 bílý střelec · d1 bílý dáma · e1 bílý král · h1 bílý věž | a8 černý věž · b8 černý jezdec · c8 černý střelec · d8 černý dáma · e8 černý král · f8 černý střelec · h8 černý věž · a7 černý pěšec · b7 černý pěšec · g7 černý pěšec · h7 černý pěšec · c6 černý pěšec · e6 černý pěšec · f6 černý jezdec · d5 černý pěšec · f5 černý pěšec · c4 bílý pěšec · d4 bílý pěšec · f3 bílý jezdec · g3 bílý pěšec · a2 bílý pěšec · b2 bílý pěšec · e2 bílý pěšec · f2 bílý pěšec · g2 bílý střelec · h2 bílý pěšec · a1 bílý věž · b1 bílý jezdec · c1 bílý střelec · d1 bílý dáma · e1 bílý král · h1 bílý věž | a8 černý věž · b8 černý jezdec · c8 černý střelec · d8 černý dáma · e8 černý král · f8 černý střelec · h8 černý věž · a7 černý pěšec · b7 černý pěšec · g7 černý pěšec · h7 černý pěšec · c6 černý pěšec · e6 černý pěšec · f6 černý jezdec · d5 černý pěšec · f5 černý pěšec · c4 bílý pěšec · d4 bílý pěšec · f3 bílý jezdec · g3 bílý pěšec · a2 bílý pěšec · b2 bílý pěšec · e2 bílý pěšec · f2 bílý pěšec · g2 bílý střelec · h2 bílý pěšec · a1 bílý věž · b1 bílý jezdec · c1 bílý střelec · d1 bílý dáma · e1 bílý král · h1 bílý věž | 2 |
| 1 | a8 černý věž · b8 černý jezdec · c8 černý střelec · d8 černý dáma · e8 černý král · f8 černý střelec · h8 černý věž · a7 černý pěšec · b7 černý pěšec · g7 černý pěšec · h7 černý pěšec · c6 černý pěšec · e6 černý pěšec · f6 černý jezdec · d5 černý pěšec · f5 černý pěšec · c4 bílý pěšec · d4 bílý pěšec · f3 bílý jezdec · g3 bílý pěšec · a2 bílý pěšec · b2 bílý pěšec · e2 bílý pěšec · f2 bílý pěšec · g2 bílý střelec · h2 bílý pěšec · a1 bílý věž · b1 bílý jezdec · c1 bílý střelec · d1 bílý dáma · e1 bílý král · h1 bílý věž | a8 černý věž · b8 černý jezdec · c8 černý střelec · d8 černý dáma · e8 černý král · f8 černý střelec · h8 černý věž · a7 černý pěšec · b7 černý pěšec · g7 černý pěšec · h7 černý pěšec · c6 černý pěšec · e6 černý pěšec · f6 černý jezdec · d5 černý pěšec · f5 černý pěšec · c4 bílý pěšec · d4 bílý pěšec · f3 bílý jezdec · g3 bílý pěšec · a2 bílý pěšec · b2 bílý pěšec · e2 bílý pěšec · f2 bílý pěšec · g2 bílý střelec · h2 bílý pěšec · a1 bílý věž · b1 bílý jezdec · c1 bílý střelec · d1 bílý dáma · e1 bílý král · h1 bílý věž | a8 černý věž · b8 černý jezdec · c8 černý střelec · d8 černý dáma · e8 černý král · f8 černý střelec · h8 černý věž · a7 černý pěšec · b7 černý pěšec · g7 černý pěšec · h7 černý pěšec · c6 černý pěšec · e6 černý pěšec · f6 černý jezdec · d5 černý pěšec · f5 černý pěšec · c4 bílý pěšec · d4 bílý pěšec · f3 bílý jezdec · g3 bílý pěšec · a2 bílý pěšec · b2 bílý pěšec · e2 bílý pěšec · f2 bílý pěšec · g2 bílý střelec · h2 bílý pěšec · a1 bílý věž · b1 bílý jezdec · c1 bílý střelec · d1 bílý dáma · e1 bílý král · h1 bílý věž | a8 černý věž · b8 černý jezdec · c8 černý střelec · d8 černý dáma · e8 černý král · f8 černý střelec · h8 černý věž · a7 černý pěšec · b7 černý pěšec · g7 černý pěšec · h7 černý pěšec · c6 černý pěšec · e6 černý pěšec · f6 černý jezdec · d5 černý pěšec · f5 černý pěšec · c4 bílý pěšec · d4 bílý pěšec · f3 bílý jezdec · g3 bílý pěšec · a2 bílý pěšec · b2 bílý pěšec · e2 bílý pěšec · f2 bílý pěšec · g2 bílý střelec · h2 bílý pěšec · a1 bílý věž · b1 bílý jezdec · c1 bílý střelec · d1 bílý dáma · e1 bílý král · h1 bílý věž | a8 černý věž · b8 černý jezdec · c8 černý střelec · d8 černý dáma · e8 černý král · f8 černý střelec · h8 černý věž · a7 černý pěšec · b7 černý pěšec · g7 černý pěšec · h7 černý pěšec · c6 černý pěšec · e6 černý pěšec · f6 černý jezdec · d5 černý pěšec · f5 černý pěšec · c4 bílý pěšec · d4 bílý pěšec · f3 bílý jezdec · g3 bílý pěšec · a2 bílý pěšec · b2 bílý pěšec · e2 bílý pěšec · f2 bílý pěšec · g2 bílý střelec · h2 bílý pěšec · a1 bílý věž · b1 bílý jezdec · c1 bílý střelec · d1 bílý dáma · e1 bílý král · h1 bílý věž | a8 černý věž · b8 černý jezdec · c8 černý střelec · d8 černý dáma · e8 černý král · f8 černý střelec · h8 černý věž · a7 černý pěšec · b7 černý pěšec · g7 černý pěšec · h7 černý pěšec · c6 černý pěšec · e6 černý pěšec · f6 černý jezdec · d5 černý pěšec · f5 černý pěšec · c4 bílý pěšec · d4 bílý pěšec · f3 bílý jezdec · g3 bílý pěšec · a2 bílý pěšec · b2 bílý pěšec · e2 bílý pěšec · f2 bílý pěšec · g2 bílý střelec · h2 bílý pěšec · a1 bílý věž · b1 bílý jezdec · c1 bílý střelec · d1 bílý dáma · e1 bílý král · h1 bílý věž | a8 černý věž · b8 černý jezdec · c8 černý střelec · d8 černý dáma · e8 černý král · f8 černý střelec · h8 černý věž · a7 černý pěšec · b7 černý pěšec · g7 černý pěšec · h7 černý pěšec · c6 černý pěšec · e6 černý pěšec · f6 černý jezdec · d5 černý pěšec · f5 černý pěšec · c4 bílý pěšec · d4 bílý pěšec · f3 bílý jezdec · g3 bílý pěšec · a2 bílý pěšec · b2 bílý pěšec · e2 bílý pěšec · f2 bílý pěšec · g2 bílý střelec · h2 bílý pěšec · a1 bílý věž · b1 bílý jezdec · c1 bílý střelec · d1 bílý dáma · e1 bílý král · h1 bílý věž | a8 černý věž · b8 černý jezdec · c8 černý střelec · d8 černý dáma · e8 černý král · f8 černý střelec · h8 černý věž · a7 černý pěšec · b7 černý pěšec · g7 černý pěšec · h7 černý pěšec · c6 černý pěšec · e6 černý pěšec · f6 černý jezdec · d5 černý pěšec · f5 černý pěšec · c4 bílý pěšec · d4 bílý pěšec · f3 bílý jezdec · g3 bílý pěšec · a2 bílý pěšec · b2 bílý pěšec · e2 bílý pěšec · f2 bílý pěšec · g2 bílý střelec · h2 bílý pěšec · a1 bílý věž · b1 bílý jezdec · c1 bílý střelec · d1 bílý dáma · e1 bílý král · h1 bílý věž | 1 |
|   | a | b | c | d | e | f | g | h |   |

Výstavba kamenné zdi je charakteristická pěšcovým řetězem c6-d5-e6-f5 a dává černému velmi pevné pěšcové postavení ve středu a kontrolu pole e4. Největší nevýhodou této výstavby jsou ale slabá černá pole v táboře černého, především pole e5 a špatný bělopolný střelec. Černý tuto výstavbu volí se střelcem na e7 nebo na d6 a podle toho vzniká v pořadí tahů.
- se Sd6

1. d4 f5 2. g3 Jf6 3. Sg2 e6 4. Jf3 d5 5. 0-0 Sd6 6. c4 c6
A tady může bílý zvolit klidné 7. b3 De7 (brání výměně střelce na a3) 8. Sb2 0-0 9. Dc1 s dalším Sa3 nebo 9. Jbd2. Bílý ale může zvolit i aktivní 7. Sf4 kde po 7... Sxf4 8. gxf4 bílý za cenu dvojpěšce ještě více kontroluje středové pole e5.
- se Se7

1. d4 f5 2. g3 Jf6 3. Sg2 e6 4. Jf3 Se7 5. 0-0 0-0 7. c4 d5
Zde bílý nejčastěji hraje 8. b3 a po 8... c6 (méně časté je 8... Jc6) se bílý může rozhodnout mezi výměnou černopolného střelce 9. Sa3 nebo může zvolit 9. Dc2.
Občas stonewall vznikne i s variantou Jh3 1. d4 f5 2. g3 Jf6 3. Sg2 e6 4. c4 d5 5. Jh3 (možné je i jiné pořadí tahů, 5. Jf3 by přešlo do hlavní varianty)

### Leningradský systém
|   | a | b | c | d | e | f | g | h |   |
| 8 | a8 černý věž · b8 černý jezdec · c8 černý střelec · d8 černý dáma · e8 černý král · f8 černý střelec · h8 černý věž · a7 černý pěšec · b7 černý pěšec · c7 černý pěšec · d7 černý pěšec · e7 černý pěšec · h7 černý pěšec · f6 černý jezdec · g6 černý pěšec · f5 černý pěšec · d4 bílý pěšec · g3 bílý pěšec · a2 bílý pěšec · b2 bílý pěšec · c2 bílý pěšec · e2 bílý pěšec · f2 bílý pěšec · g2 bílý střelec · h2 bílý pěšec · a1 bílý věž · b1 bílý jezdec · c1 bílý střelec · d1 bílý dáma · e1 bílý král · g1 bílý jezdec · h1 bílý věž | a8 černý věž · b8 černý jezdec · c8 černý střelec · d8 černý dáma · e8 černý král · f8 černý střelec · h8 černý věž · a7 černý pěšec · b7 černý pěšec · c7 černý pěšec · d7 černý pěšec · e7 černý pěšec · h7 černý pěšec · f6 černý jezdec · g6 černý pěšec · f5 černý pěšec · d4 bílý pěšec · g3 bílý pěšec · a2 bílý pěšec · b2 bílý pěšec · c2 bílý pěšec · e2 bílý pěšec · f2 bílý pěšec · g2 bílý střelec · h2 bílý pěšec · a1 bílý věž · b1 bílý jezdec · c1 bílý střelec · d1 bílý dáma · e1 bílý král · g1 bílý jezdec · h1 bílý věž | a8 černý věž · b8 černý jezdec · c8 černý střelec · d8 černý dáma · e8 černý král · f8 černý střelec · h8 černý věž · a7 černý pěšec · b7 černý pěšec · c7 černý pěšec · d7 černý pěšec · e7 černý pěšec · h7 černý pěšec · f6 černý jezdec · g6 černý pěšec · f5 černý pěšec · d4 bílý pěšec · g3 bílý pěšec · a2 bílý pěšec · b2 bílý pěšec · c2 bílý pěšec · e2 bílý pěšec · f2 bílý pěšec · g2 bílý střelec · h2 bílý pěšec · a1 bílý věž · b1 bílý jezdec · c1 bílý střelec · d1 bílý dáma · e1 bílý král · g1 bílý jezdec · h1 bílý věž | a8 černý věž · b8 černý jezdec · c8 černý střelec · d8 černý dáma · e8 černý král · f8 černý střelec · h8 černý věž · a7 černý pěšec · b7 černý pěšec · c7 černý pěšec · d7 černý pěšec · e7 černý pěšec · h7 černý pěšec · f6 černý jezdec · g6 černý pěšec · f5 černý pěšec · d4 bílý pěšec · g3 bílý pěšec · a2 bílý pěšec · b2 bílý pěšec · c2 bílý pěšec · e2 bílý pěšec · f2 bílý pěšec · g2 bílý střelec · h2 bílý pěšec · a1 bílý věž · b1 bílý jezdec · c1 bílý střelec · d1 bílý dáma · e1 bílý král · g1 bílý jezdec · h1 bílý věž | a8 černý věž · b8 černý jezdec · c8 černý střelec · d8 černý dáma · e8 černý král · f8 černý střelec · h8 černý věž · a7 černý pěšec · b7 černý pěšec · c7 černý pěšec · d7 černý pěšec · e7 černý pěšec · h7 černý pěšec · f6 černý jezdec · g6 černý pěšec · f5 černý pěšec · d4 bílý pěšec · g3 bílý pěšec · a2 bílý pěšec · b2 bílý pěšec · c2 bílý pěšec · e2 bílý pěšec · f2 bílý pěšec · g2 bílý střelec · h2 bílý pěšec · a1 bílý věž · b1 bílý jezdec · c1 bílý střelec · d1 bílý dáma · e1 bílý král · g1 bílý jezdec · h1 bílý věž | a8 černý věž · b8 černý jezdec · c8 černý střelec · d8 černý dáma · e8 černý král · f8 černý střelec · h8 černý věž · a7 černý pěšec · b7 černý pěšec · c7 černý pěšec · d7 černý pěšec · e7 černý pěšec · h7 černý pěšec · f6 černý jezdec · g6 černý pěšec · f5 černý pěšec · d4 bílý pěšec · g3 bílý pěšec · a2 bílý pěšec · b2 bílý pěšec · c2 bílý pěšec · e2 bílý pěšec · f2 bílý pěšec · g2 bílý střelec · h2 bílý pěšec · a1 bílý věž · b1 bílý jezdec · c1 bílý střelec · d1 bílý dáma · e1 bílý král · g1 bílý jezdec · h1 bílý věž | a8 černý věž · b8 černý jezdec · c8 černý střelec · d8 černý dáma · e8 černý král · f8 černý střelec · h8 černý věž · a7 černý pěšec · b7 černý pěšec · c7 černý pěšec · d7 černý pěšec · e7 černý pěšec · h7 černý pěšec · f6 černý jezdec · g6 černý pěšec · f5 černý pěšec · d4 bílý pěšec · g3 bílý pěšec · a2 bílý pěšec · b2 bílý pěšec · c2 bílý pěšec · e2 bílý pěšec · f2 bílý pěšec · g2 bílý střelec · h2 bílý pěšec · a1 bílý věž · b1 bílý jezdec · c1 bílý střelec · d1 bílý dáma · e1 bílý král · g1 bílý jezdec · h1 bílý věž | a8 černý věž · b8 černý jezdec · c8 černý střelec · d8 černý dáma · e8 černý král · f8 černý střelec · h8 černý věž · a7 černý pěšec · b7 černý pěšec · c7 černý pěšec · d7 černý pěšec · e7 černý pěšec · h7 černý pěšec · f6 černý jezdec · g6 černý pěšec · f5 černý pěšec · d4 bílý pěšec · g3 bílý pěšec · a2 bílý pěšec · b2 bílý pěšec · c2 bílý pěšec · e2 bílý pěšec · f2 bílý pěšec · g2 bílý střelec · h2 bílý pěšec · a1 bílý věž · b1 bílý jezdec · c1 bílý střelec · d1 bílý dáma · e1 bílý král · g1 bílý jezdec · h1 bílý věž | 8 |
| 7 | a8 černý věž · b8 černý jezdec · c8 černý střelec · d8 černý dáma · e8 černý král · f8 černý střelec · h8 černý věž · a7 černý pěšec · b7 černý pěšec · c7 černý pěšec · d7 černý pěšec · e7 černý pěšec · h7 černý pěšec · f6 černý jezdec · g6 černý pěšec · f5 černý pěšec · d4 bílý pěšec · g3 bílý pěšec · a2 bílý pěšec · b2 bílý pěšec · c2 bílý pěšec · e2 bílý pěšec · f2 bílý pěšec · g2 bílý střelec · h2 bílý pěšec · a1 bílý věž · b1 bílý jezdec · c1 bílý střelec · d1 bílý dáma · e1 bílý král · g1 bílý jezdec · h1 bílý věž | a8 černý věž · b8 černý jezdec · c8 černý střelec · d8 černý dáma · e8 černý král · f8 černý střelec · h8 černý věž · a7 černý pěšec · b7 černý pěšec · c7 černý pěšec · d7 černý pěšec · e7 černý pěšec · h7 černý pěšec · f6 černý jezdec · g6 černý pěšec · f5 černý pěšec · d4 bílý pěšec · g3 bílý pěšec · a2 bílý pěšec · b2 bílý pěšec · c2 bílý pěšec · e2 bílý pěšec · f2 bílý pěšec · g2 bílý střelec · h2 bílý pěšec · a1 bílý věž · b1 bílý jezdec · c1 bílý střelec · d1 bílý dáma · e1 bílý král · g1 bílý jezdec · h1 bílý věž | a8 černý věž · b8 černý jezdec · c8 černý střelec · d8 černý dáma · e8 černý král · f8 černý střelec · h8 černý věž · a7 černý pěšec · b7 černý pěšec · c7 černý pěšec · d7 černý pěšec · e7 černý pěšec · h7 černý pěšec · f6 černý jezdec · g6 černý pěšec · f5 černý pěšec · d4 bílý pěšec · g3 bílý pěšec · a2 bílý pěšec · b2 bílý pěšec · c2 bílý pěšec · e2 bílý pěšec · f2 bílý pěšec · g2 bílý střelec · h2 bílý pěšec · a1 bílý věž · b1 bílý jezdec · c1 bílý střelec · d1 bílý dáma · e1 bílý král · g1 bílý jezdec · h1 bílý věž | a8 černý věž · b8 černý jezdec · c8 černý střelec · d8 černý dáma · e8 černý král · f8 černý střelec · h8 černý věž · a7 černý pěšec · b7 černý pěšec · c7 černý pěšec · d7 černý pěšec · e7 černý pěšec · h7 černý pěšec · f6 černý jezdec · g6 černý pěšec · f5 černý pěšec · d4 bílý pěšec · g3 bílý pěšec · a2 bílý pěšec · b2 bílý pěšec · c2 bílý pěšec · e2 bílý pěšec · f2 bílý pěšec · g2 bílý střelec · h2 bílý pěšec · a1 bílý věž · b1 bílý jezdec · c1 bílý střelec · d1 bílý dáma · e1 bílý král · g1 bílý jezdec · h1 bílý věž | a8 černý věž · b8 černý jezdec · c8 černý střelec · d8 černý dáma · e8 černý král · f8 černý střelec · h8 černý věž · a7 černý pěšec · b7 černý pěšec · c7 černý pěšec · d7 černý pěšec · e7 černý pěšec · h7 černý pěšec · f6 černý jezdec · g6 černý pěšec · f5 černý pěšec · d4 bílý pěšec · g3 bílý pěšec · a2 bílý pěšec · b2 bílý pěšec · c2 bílý pěšec · e2 bílý pěšec · f2 bílý pěšec · g2 bílý střelec · h2 bílý pěšec · a1 bílý věž · b1 bílý jezdec · c1 bílý střelec · d1 bílý dáma · e1 bílý král · g1 bílý jezdec · h1 bílý věž | a8 černý věž · b8 černý jezdec · c8 černý střelec · d8 černý dáma · e8 černý král · f8 černý střelec · h8 černý věž · a7 černý pěšec · b7 černý pěšec · c7 černý pěšec · d7 černý pěšec · e7 černý pěšec · h7 černý pěšec · f6 černý jezdec · g6 černý pěšec · f5 černý pěšec · d4 bílý pěšec · g3 bílý pěšec · a2 bílý pěšec · b2 bílý pěšec · c2 bílý pěšec · e2 bílý pěšec · f2 bílý pěšec · g2 bílý střelec · h2 bílý pěšec · a1 bílý věž · b1 bílý jezdec · c1 bílý střelec · d1 bílý dáma · e1 bílý král · g1 bílý jezdec · h1 bílý věž | a8 černý věž · b8 černý jezdec · c8 černý střelec · d8 černý dáma · e8 černý král · f8 černý střelec · h8 černý věž · a7 černý pěšec · b7 černý pěšec · c7 černý pěšec · d7 černý pěšec · e7 černý pěšec · h7 černý pěšec · f6 černý jezdec · g6 černý pěšec · f5 černý pěšec · d4 bílý pěšec · g3 bílý pěšec · a2 bílý pěšec · b2 bílý pěšec · c2 bílý pěšec · e2 bílý pěšec · f2 bílý pěšec · g2 bílý střelec · h2 bílý pěšec · a1 bílý věž · b1 bílý jezdec · c1 bílý střelec · d1 bílý dáma · e1 bílý král · g1 bílý jezdec · h1 bílý věž | a8 černý věž · b8 černý jezdec · c8 černý střelec · d8 černý dáma · e8 černý král · f8 černý střelec · h8 černý věž · a7 černý pěšec · b7 černý pěšec · c7 černý pěšec · d7 černý pěšec · e7 černý pěšec · h7 černý pěšec · f6 černý jezdec · g6 černý pěšec · f5 černý pěšec · d4 bílý pěšec · g3 bílý pěšec · a2 bílý pěšec · b2 bílý pěšec · c2 bílý pěšec · e2 bílý pěšec · f2 bílý pěšec · g2 bílý střelec · h2 bílý pěšec · a1 bílý věž · b1 bílý jezdec · c1 bílý střelec · d1 bílý dáma · e1 bílý král · g1 bílý jezdec · h1 bílý věž | 7 |
| 6 | a8 černý věž · b8 černý jezdec · c8 černý střelec · d8 černý dáma · e8 černý král · f8 černý střelec · h8 černý věž · a7 černý pěšec · b7 černý pěšec · c7 černý pěšec · d7 černý pěšec · e7 černý pěšec · h7 černý pěšec · f6 černý jezdec · g6 černý pěšec · f5 černý pěšec · d4 bílý pěšec · g3 bílý pěšec · a2 bílý pěšec · b2 bílý pěšec · c2 bílý pěšec · e2 bílý pěšec · f2 bílý pěšec · g2 bílý střelec · h2 bílý pěšec · a1 bílý věž · b1 bílý jezdec · c1 bílý střelec · d1 bílý dáma · e1 bílý král · g1 bílý jezdec · h1 bílý věž | a8 černý věž · b8 černý jezdec · c8 černý střelec · d8 černý dáma · e8 černý král · f8 černý střelec · h8 černý věž · a7 černý pěšec · b7 černý pěšec · c7 černý pěšec · d7 černý pěšec · e7 černý pěšec · h7 černý pěšec · f6 černý jezdec · g6 černý pěšec · f5 černý pěšec · d4 bílý pěšec · g3 bílý pěšec · a2 bílý pěšec · b2 bílý pěšec · c2 bílý pěšec · e2 bílý pěšec · f2 bílý pěšec · g2 bílý střelec · h2 bílý pěšec · a1 bílý věž · b1 bílý jezdec · c1 bílý střelec · d1 bílý dáma · e1 bílý král · g1 bílý jezdec · h1 bílý věž | a8 černý věž · b8 černý jezdec · c8 černý střelec · d8 černý dáma · e8 černý král · f8 černý střelec · h8 černý věž · a7 černý pěšec · b7 černý pěšec · c7 černý pěšec · d7 černý pěšec · e7 černý pěšec · h7 černý pěšec · f6 černý jezdec · g6 černý pěšec · f5 černý pěšec · d4 bílý pěšec · g3 bílý pěšec · a2 bílý pěšec · b2 bílý pěšec · c2 bílý pěšec · e2 bílý pěšec · f2 bílý pěšec · g2 bílý střelec · h2 bílý pěšec · a1 bílý věž · b1 bílý jezdec · c1 bílý střelec · d1 bílý dáma · e1 bílý král · g1 bílý jezdec · h1 bílý věž | a8 černý věž · b8 černý jezdec · c8 černý střelec · d8 černý dáma · e8 černý král · f8 černý střelec · h8 černý věž · a7 černý pěšec · b7 černý pěšec · c7 černý pěšec · d7 černý pěšec · e7 černý pěšec · h7 černý pěšec · f6 černý jezdec · g6 černý pěšec · f5 černý pěšec · d4 bílý pěšec · g3 bílý pěšec · a2 bílý pěšec · b2 bílý pěšec · c2 bílý pěšec · e2 bílý pěšec · f2 bílý pěšec · g2 bílý střelec · h2 bílý pěšec · a1 bílý věž · b1 bílý jezdec · c1 bílý střelec · d1 bílý dáma · e1 bílý král · g1 bílý jezdec · h1 bílý věž | a8 černý věž · b8 černý jezdec · c8 černý střelec · d8 černý dáma · e8 černý král · f8 černý střelec · h8 černý věž · a7 černý pěšec · b7 černý pěšec · c7 černý pěšec · d7 černý pěšec · e7 černý pěšec · h7 černý pěšec · f6 černý jezdec · g6 černý pěšec · f5 černý pěšec · d4 bílý pěšec · g3 bílý pěšec · a2 bílý pěšec · b2 bílý pěšec · c2 bílý pěšec · e2 bílý pěšec · f2 bílý pěšec · g2 bílý střelec · h2 bílý pěšec · a1 bílý věž · b1 bílý jezdec · c1 bílý střelec · d1 bílý dáma · e1 bílý král · g1 bílý jezdec · h1 bílý věž | a8 černý věž · b8 černý jezdec · c8 černý střelec · d8 černý dáma · e8 černý král · f8 černý střelec · h8 černý věž · a7 černý pěšec · b7 černý pěšec · c7 černý pěšec · d7 černý pěšec · e7 černý pěšec · h7 černý pěšec · f6 černý jezdec · g6 černý pěšec · f5 černý pěšec · d4 bílý pěšec · g3 bílý pěšec · a2 bílý pěšec · b2 bílý pěšec · c2 bílý pěšec · e2 bílý pěšec · f2 bílý pěšec · g2 bílý střelec · h2 bílý pěšec · a1 bílý věž · b1 bílý jezdec · c1 bílý střelec · d1 bílý dáma · e1 bílý král · g1 bílý jezdec · h1 bílý věž | a8 černý věž · b8 černý jezdec · c8 černý střelec · d8 černý dáma · e8 černý král · f8 černý střelec · h8 černý věž · a7 černý pěšec · b7 černý pěšec · c7 černý pěšec · d7 černý pěšec · e7 černý pěšec · h7 černý pěšec · f6 černý jezdec · g6 černý pěšec · f5 černý pěšec · d4 bílý pěšec · g3 bílý pěšec · a2 bílý pěšec · b2 bílý pěšec · c2 bílý pěšec · e2 bílý pěšec · f2 bílý pěšec · g2 bílý střelec · h2 bílý pěšec · a1 bílý věž · b1 bílý jezdec · c1 bílý střelec · d1 bílý dáma · e1 bílý král · g1 bílý jezdec · h1 bílý věž | a8 černý věž · b8 černý jezdec · c8 černý střelec · d8 černý dáma · e8 černý král · f8 černý střelec · h8 černý věž · a7 černý pěšec · b7 černý pěšec · c7 černý pěšec · d7 černý pěšec · e7 černý pěšec · h7 černý pěšec · f6 černý jezdec · g6 černý pěšec · f5 černý pěšec · d4 bílý pěšec · g3 bílý pěšec · a2 bílý pěšec · b2 bílý pěšec · c2 bílý pěšec · e2 bílý pěšec · f2 bílý pěšec · g2 bílý střelec · h2 bílý pěšec · a1 bílý věž · b1 bílý jezdec · c1 bílý střelec · d1 bílý dáma · e1 bílý král · g1 bílý jezdec · h1 bílý věž | 6 |
| 5 | a8 černý věž · b8 černý jezdec · c8 černý střelec · d8 černý dáma · e8 černý král · f8 černý střelec · h8 černý věž · a7 černý pěšec · b7 černý pěšec · c7 černý pěšec · d7 černý pěšec · e7 černý pěšec · h7 černý pěšec · f6 černý jezdec · g6 černý pěšec · f5 černý pěšec · d4 bílý pěšec · g3 bílý pěšec · a2 bílý pěšec · b2 bílý pěšec · c2 bílý pěšec · e2 bílý pěšec · f2 bílý pěšec · g2 bílý střelec · h2 bílý pěšec · a1 bílý věž · b1 bílý jezdec · c1 bílý střelec · d1 bílý dáma · e1 bílý král · g1 bílý jezdec · h1 bílý věž | a8 černý věž · b8 černý jezdec · c8 černý střelec · d8 černý dáma · e8 černý král · f8 černý střelec · h8 černý věž · a7 černý pěšec · b7 černý pěšec · c7 černý pěšec · d7 černý pěšec · e7 černý pěšec · h7 černý pěšec · f6 černý jezdec · g6 černý pěšec · f5 černý pěšec · d4 bílý pěšec · g3 bílý pěšec · a2 bílý pěšec · b2 bílý pěšec · c2 bílý pěšec · e2 bílý pěšec · f2 bílý pěšec · g2 bílý střelec · h2 bílý pěšec · a1 bílý věž · b1 bílý jezdec · c1 bílý střelec · d1 bílý dáma · e1 bílý král · g1 bílý jezdec · h1 bílý věž | a8 černý věž · b8 černý jezdec · c8 černý střelec · d8 černý dáma · e8 černý král · f8 černý střelec · h8 černý věž · a7 černý pěšec · b7 černý pěšec · c7 černý pěšec · d7 černý pěšec · e7 černý pěšec · h7 černý pěšec · f6 černý jezdec · g6 černý pěšec · f5 černý pěšec · d4 bílý pěšec · g3 bílý pěšec · a2 bílý pěšec · b2 bílý pěšec · c2 bílý pěšec · e2 bílý pěšec · f2 bílý pěšec · g2 bílý střelec · h2 bílý pěšec · a1 bílý věž · b1 bílý jezdec · c1 bílý střelec · d1 bílý dáma · e1 bílý král · g1 bílý jezdec · h1 bílý věž | a8 černý věž · b8 černý jezdec · c8 černý střelec · d8 černý dáma · e8 černý král · f8 černý střelec · h8 černý věž · a7 černý pěšec · b7 černý pěšec · c7 černý pěšec · d7 černý pěšec · e7 černý pěšec · h7 černý pěšec · f6 černý jezdec · g6 černý pěšec · f5 černý pěšec · d4 bílý pěšec · g3 bílý pěšec · a2 bílý pěšec · b2 bílý pěšec · c2 bílý pěšec · e2 bílý pěšec · f2 bílý pěšec · g2 bílý střelec · h2 bílý pěšec · a1 bílý věž · b1 bílý jezdec · c1 bílý střelec · d1 bílý dáma · e1 bílý král · g1 bílý jezdec · h1 bílý věž | a8 černý věž · b8 černý jezdec · c8 černý střelec · d8 černý dáma · e8 černý král · f8 černý střelec · h8 černý věž · a7 černý pěšec · b7 černý pěšec · c7 černý pěšec · d7 černý pěšec · e7 černý pěšec · h7 černý pěšec · f6 černý jezdec · g6 černý pěšec · f5 černý pěšec · d4 bílý pěšec · g3 bílý pěšec · a2 bílý pěšec · b2 bílý pěšec · c2 bílý pěšec · e2 bílý pěšec · f2 bílý pěšec · g2 bílý střelec · h2 bílý pěšec · a1 bílý věž · b1 bílý jezdec · c1 bílý střelec · d1 bílý dáma · e1 bílý král · g1 bílý jezdec · h1 bílý věž | a8 černý věž · b8 černý jezdec · c8 černý střelec · d8 černý dáma · e8 černý král · f8 černý střelec · h8 černý věž · a7 černý pěšec · b7 černý pěšec · c7 černý pěšec · d7 černý pěšec · e7 černý pěšec · h7 černý pěšec · f6 černý jezdec · g6 černý pěšec · f5 černý pěšec · d4 bílý pěšec · g3 bílý pěšec · a2 bílý pěšec · b2 bílý pěšec · c2 bílý pěšec · e2 bílý pěšec · f2 bílý pěšec · g2 bílý střelec · h2 bílý pěšec · a1 bílý věž · b1 bílý jezdec · c1 bílý střelec · d1 bílý dáma · e1 bílý král · g1 bílý jezdec · h1 bílý věž | a8 černý věž · b8 černý jezdec · c8 černý střelec · d8 černý dáma · e8 černý král · f8 černý střelec · h8 černý věž · a7 černý pěšec · b7 černý pěšec · c7 černý pěšec · d7 černý pěšec · e7 černý pěšec · h7 černý pěšec · f6 černý jezdec · g6 černý pěšec · f5 černý pěšec · d4 bílý pěšec · g3 bílý pěšec · a2 bílý pěšec · b2 bílý pěšec · c2 bílý pěšec · e2 bílý pěšec · f2 bílý pěšec · g2 bílý střelec · h2 bílý pěšec · a1 bílý věž · b1 bílý jezdec · c1 bílý střelec · d1 bílý dáma · e1 bílý král · g1 bílý jezdec · h1 bílý věž | a8 černý věž · b8 černý jezdec · c8 černý střelec · d8 černý dáma · e8 černý král · f8 černý střelec · h8 černý věž · a7 černý pěšec · b7 černý pěšec · c7 černý pěšec · d7 černý pěšec · e7 černý pěšec · h7 černý pěšec · f6 černý jezdec · g6 černý pěšec · f5 černý pěšec · d4 bílý pěšec · g3 bílý pěšec · a2 bílý pěšec · b2 bílý pěšec · c2 bílý pěšec · e2 bílý pěšec · f2 bílý pěšec · g2 bílý střelec · h2 bílý pěšec · a1 bílý věž · b1 bílý jezdec · c1 bílý střelec · d1 bílý dáma · e1 bílý král · g1 bílý jezdec · h1 bílý věž | 5 |
| 4 | a8 černý věž · b8 černý jezdec · c8 černý střelec · d8 černý dáma · e8 černý král · f8 černý střelec · h8 černý věž · a7 černý pěšec · b7 černý pěšec · c7 černý pěšec · d7 černý pěšec · e7 černý pěšec · h7 černý pěšec · f6 černý jezdec · g6 černý pěšec · f5 černý pěšec · d4 bílý pěšec · g3 bílý pěšec · a2 bílý pěšec · b2 bílý pěšec · c2 bílý pěšec · e2 bílý pěšec · f2 bílý pěšec · g2 bílý střelec · h2 bílý pěšec · a1 bílý věž · b1 bílý jezdec · c1 bílý střelec · d1 bílý dáma · e1 bílý král · g1 bílý jezdec · h1 bílý věž | a8 černý věž · b8 černý jezdec · c8 černý střelec · d8 černý dáma · e8 černý král · f8 černý střelec · h8 černý věž · a7 černý pěšec · b7 černý pěšec · c7 černý pěšec · d7 černý pěšec · e7 černý pěšec · h7 černý pěšec · f6 černý jezdec · g6 černý pěšec · f5 černý pěšec · d4 bílý pěšec · g3 bílý pěšec · a2 bílý pěšec · b2 bílý pěšec · c2 bílý pěšec · e2 bílý pěšec · f2 bílý pěšec · g2 bílý střelec · h2 bílý pěšec · a1 bílý věž · b1 bílý jezdec · c1 bílý střelec · d1 bílý dáma · e1 bílý král · g1 bílý jezdec · h1 bílý věž | a8 černý věž · b8 černý jezdec · c8 černý střelec · d8 černý dáma · e8 černý král · f8 černý střelec · h8 černý věž · a7 černý pěšec · b7 černý pěšec · c7 černý pěšec · d7 černý pěšec · e7 černý pěšec · h7 černý pěšec · f6 černý jezdec · g6 černý pěšec · f5 černý pěšec · d4 bílý pěšec · g3 bílý pěšec · a2 bílý pěšec · b2 bílý pěšec · c2 bílý pěšec · e2 bílý pěšec · f2 bílý pěšec · g2 bílý střelec · h2 bílý pěšec · a1 bílý věž · b1 bílý jezdec · c1 bílý střelec · d1 bílý dáma · e1 bílý král · g1 bílý jezdec · h1 bílý věž | a8 černý věž · b8 černý jezdec · c8 černý střelec · d8 černý dáma · e8 černý král · f8 černý střelec · h8 černý věž · a7 černý pěšec · b7 černý pěšec · c7 černý pěšec · d7 černý pěšec · e7 černý pěšec · h7 černý pěšec · f6 černý jezdec · g6 černý pěšec · f5 černý pěšec · d4 bílý pěšec · g3 bílý pěšec · a2 bílý pěšec · b2 bílý pěšec · c2 bílý pěšec · e2 bílý pěšec · f2 bílý pěšec · g2 bílý střelec · h2 bílý pěšec · a1 bílý věž · b1 bílý jezdec · c1 bílý střelec · d1 bílý dáma · e1 bílý král · g1 bílý jezdec · h1 bílý věž | a8 černý věž · b8 černý jezdec · c8 černý střelec · d8 černý dáma · e8 černý král · f8 černý střelec · h8 černý věž · a7 černý pěšec · b7 černý pěšec · c7 černý pěšec · d7 černý pěšec · e7 černý pěšec · h7 černý pěšec · f6 černý jezdec · g6 černý pěšec · f5 černý pěšec · d4 bílý pěšec · g3 bílý pěšec · a2 bílý pěšec · b2 bílý pěšec · c2 bílý pěšec · e2 bílý pěšec · f2 bílý pěšec · g2 bílý střelec · h2 bílý pěšec · a1 bílý věž · b1 bílý jezdec · c1 bílý střelec · d1 bílý dáma · e1 bílý král · g1 bílý jezdec · h1 bílý věž | a8 černý věž · b8 černý jezdec · c8 černý střelec · d8 černý dáma · e8 černý král · f8 černý střelec · h8 černý věž · a7 černý pěšec · b7 černý pěšec · c7 černý pěšec · d7 černý pěšec · e7 černý pěšec · h7 černý pěšec · f6 černý jezdec · g6 černý pěšec · f5 černý pěšec · d4 bílý pěšec · g3 bílý pěšec · a2 bílý pěšec · b2 bílý pěšec · c2 bílý pěšec · e2 bílý pěšec · f2 bílý pěšec · g2 bílý střelec · h2 bílý pěšec · a1 bílý věž · b1 bílý jezdec · c1 bílý střelec · d1 bílý dáma · e1 bílý král · g1 bílý jezdec · h1 bílý věž | a8 černý věž · b8 černý jezdec · c8 černý střelec · d8 černý dáma · e8 černý král · f8 černý střelec · h8 černý věž · a7 černý pěšec · b7 černý pěšec · c7 černý pěšec · d7 černý pěšec · e7 černý pěšec · h7 černý pěšec · f6 černý jezdec · g6 černý pěšec · f5 černý pěšec · d4 bílý pěšec · g3 bílý pěšec · a2 bílý pěšec · b2 bílý pěšec · c2 bílý pěšec · e2 bílý pěšec · f2 bílý pěšec · g2 bílý střelec · h2 bílý pěšec · a1 bílý věž · b1 bílý jezdec · c1 bílý střelec · d1 bílý dáma · e1 bílý král · g1 bílý jezdec · h1 bílý věž | a8 černý věž · b8 černý jezdec · c8 černý střelec · d8 černý dáma · e8 černý král · f8 černý střelec · h8 černý věž · a7 černý pěšec · b7 černý pěšec · c7 černý pěšec · d7 černý pěšec · e7 černý pěšec · h7 černý pěšec · f6 černý jezdec · g6 černý pěšec · f5 černý pěšec · d4 bílý pěšec · g3 bílý pěšec · a2 bílý pěšec · b2 bílý pěšec · c2 bílý pěšec · e2 bílý pěšec · f2 bílý pěšec · g2 bílý střelec · h2 bílý pěšec · a1 bílý věž · b1 bílý jezdec · c1 bílý střelec · d1 bílý dáma · e1 bílý král · g1 bílý jezdec · h1 bílý věž | 4 |
| 3 | a8 černý věž · b8 černý jezdec · c8 černý střelec · d8 černý dáma · e8 černý král · f8 černý střelec · h8 černý věž · a7 černý pěšec · b7 černý pěšec · c7 černý pěšec · d7 černý pěšec · e7 černý pěšec · h7 černý pěšec · f6 černý jezdec · g6 černý pěšec · f5 černý pěšec · d4 bílý pěšec · g3 bílý pěšec · a2 bílý pěšec · b2 bílý pěšec · c2 bílý pěšec · e2 bílý pěšec · f2 bílý pěšec · g2 bílý střelec · h2 bílý pěšec · a1 bílý věž · b1 bílý jezdec · c1 bílý střelec · d1 bílý dáma · e1 bílý král · g1 bílý jezdec · h1 bílý věž | a8 černý věž · b8 černý jezdec · c8 černý střelec · d8 černý dáma · e8 černý král · f8 černý střelec · h8 černý věž · a7 černý pěšec · b7 černý pěšec · c7 černý pěšec · d7 černý pěšec · e7 černý pěšec · h7 černý pěšec · f6 černý jezdec · g6 černý pěšec · f5 černý pěšec · d4 bílý pěšec · g3 bílý pěšec · a2 bílý pěšec · b2 bílý pěšec · c2 bílý pěšec · e2 bílý pěšec · f2 bílý pěšec · g2 bílý střelec · h2 bílý pěšec · a1 bílý věž · b1 bílý jezdec · c1 bílý střelec · d1 bílý dáma · e1 bílý král · g1 bílý jezdec · h1 bílý věž | a8 černý věž · b8 černý jezdec · c8 černý střelec · d8 černý dáma · e8 černý král · f8 černý střelec · h8 černý věž · a7 černý pěšec · b7 černý pěšec · c7 černý pěšec · d7 černý pěšec · e7 černý pěšec · h7 černý pěšec · f6 černý jezdec · g6 černý pěšec · f5 černý pěšec · d4 bílý pěšec · g3 bílý pěšec · a2 bílý pěšec · b2 bílý pěšec · c2 bílý pěšec · e2 bílý pěšec · f2 bílý pěšec · g2 bílý střelec · h2 bílý pěšec · a1 bílý věž · b1 bílý jezdec · c1 bílý střelec · d1 bílý dáma · e1 bílý král · g1 bílý jezdec · h1 bílý věž | a8 černý věž · b8 černý jezdec · c8 černý střelec · d8 černý dáma · e8 černý král · f8 černý střelec · h8 černý věž · a7 černý pěšec · b7 černý pěšec · c7 černý pěšec · d7 černý pěšec · e7 černý pěšec · h7 černý pěšec · f6 černý jezdec · g6 černý pěšec · f5 černý pěšec · d4 bílý pěšec · g3 bílý pěšec · a2 bílý pěšec · b2 bílý pěšec · c2 bílý pěšec · e2 bílý pěšec · f2 bílý pěšec · g2 bílý střelec · h2 bílý pěšec · a1 bílý věž · b1 bílý jezdec · c1 bílý střelec · d1 bílý dáma · e1 bílý král · g1 bílý jezdec · h1 bílý věž | a8 černý věž · b8 černý jezdec · c8 černý střelec · d8 černý dáma · e8 černý král · f8 černý střelec · h8 černý věž · a7 černý pěšec · b7 černý pěšec · c7 černý pěšec · d7 černý pěšec · e7 černý pěšec · h7 černý pěšec · f6 černý jezdec · g6 černý pěšec · f5 černý pěšec · d4 bílý pěšec · g3 bílý pěšec · a2 bílý pěšec · b2 bílý pěšec · c2 bílý pěšec · e2 bílý pěšec · f2 bílý pěšec · g2 bílý střelec · h2 bílý pěšec · a1 bílý věž · b1 bílý jezdec · c1 bílý střelec · d1 bílý dáma · e1 bílý král · g1 bílý jezdec · h1 bílý věž | a8 černý věž · b8 černý jezdec · c8 černý střelec · d8 černý dáma · e8 černý král · f8 černý střelec · h8 černý věž · a7 černý pěšec · b7 černý pěšec · c7 černý pěšec · d7 černý pěšec · e7 černý pěšec · h7 černý pěšec · f6 černý jezdec · g6 černý pěšec · f5 černý pěšec · d4 bílý pěšec · g3 bílý pěšec · a2 bílý pěšec · b2 bílý pěšec · c2 bílý pěšec · e2 bílý pěšec · f2 bílý pěšec · g2 bílý střelec · h2 bílý pěšec · a1 bílý věž · b1 bílý jezdec · c1 bílý střelec · d1 bílý dáma · e1 bílý král · g1 bílý jezdec · h1 bílý věž | a8 černý věž · b8 černý jezdec · c8 černý střelec · d8 černý dáma · e8 černý král · f8 černý střelec · h8 černý věž · a7 černý pěšec · b7 černý pěšec · c7 černý pěšec · d7 černý pěšec · e7 černý pěšec · h7 černý pěšec · f6 černý jezdec · g6 černý pěšec · f5 černý pěšec · d4 bílý pěšec · g3 bílý pěšec · a2 bílý pěšec · b2 bílý pěšec · c2 bílý pěšec · e2 bílý pěšec · f2 bílý pěšec · g2 bílý střelec · h2 bílý pěšec · a1 bílý věž · b1 bílý jezdec · c1 bílý střelec · d1 bílý dáma · e1 bílý král · g1 bílý jezdec · h1 bílý věž | a8 černý věž · b8 černý jezdec · c8 černý střelec · d8 černý dáma · e8 černý král · f8 černý střelec · h8 černý věž · a7 černý pěšec · b7 černý pěšec · c7 černý pěšec · d7 černý pěšec · e7 černý pěšec · h7 černý pěšec · f6 černý jezdec · g6 černý pěšec · f5 černý pěšec · d4 bílý pěšec · g3 bílý pěšec · a2 bílý pěšec · b2 bílý pěšec · c2 bílý pěšec · e2 bílý pěšec · f2 bílý pěšec · g2 bílý střelec · h2 bílý pěšec · a1 bílý věž · b1 bílý jezdec · c1 bílý střelec · d1 bílý dáma · e1 bílý král · g1 bílý jezdec · h1 bílý věž | 3 |
| 2 | a8 černý věž · b8 černý jezdec · c8 černý střelec · d8 černý dáma · e8 černý král · f8 černý střelec · h8 černý věž · a7 černý pěšec · b7 černý pěšec · c7 černý pěšec · d7 černý pěšec · e7 černý pěšec · h7 černý pěšec · f6 černý jezdec · g6 černý pěšec · f5 černý pěšec · d4 bílý pěšec · g3 bílý pěšec · a2 bílý pěšec · b2 bílý pěšec · c2 bílý pěšec · e2 bílý pěšec · f2 bílý pěšec · g2 bílý střelec · h2 bílý pěšec · a1 bílý věž · b1 bílý jezdec · c1 bílý střelec · d1 bílý dáma · e1 bílý král · g1 bílý jezdec · h1 bílý věž | a8 černý věž · b8 černý jezdec · c8 černý střelec · d8 černý dáma · e8 černý král · f8 černý střelec · h8 černý věž · a7 černý pěšec · b7 černý pěšec · c7 černý pěšec · d7 černý pěšec · e7 černý pěšec · h7 černý pěšec · f6 černý jezdec · g6 černý pěšec · f5 černý pěšec · d4 bílý pěšec · g3 bílý pěšec · a2 bílý pěšec · b2 bílý pěšec · c2 bílý pěšec · e2 bílý pěšec · f2 bílý pěšec · g2 bílý střelec · h2 bílý pěšec · a1 bílý věž · b1 bílý jezdec · c1 bílý střelec · d1 bílý dáma · e1 bílý král · g1 bílý jezdec · h1 bílý věž | a8 černý věž · b8 černý jezdec · c8 černý střelec · d8 černý dáma · e8 černý král · f8 černý střelec · h8 černý věž · a7 černý pěšec · b7 černý pěšec · c7 černý pěšec · d7 černý pěšec · e7 černý pěšec · h7 černý pěšec · f6 černý jezdec · g6 černý pěšec · f5 černý pěšec · d4 bílý pěšec · g3 bílý pěšec · a2 bílý pěšec · b2 bílý pěšec · c2 bílý pěšec · e2 bílý pěšec · f2 bílý pěšec · g2 bílý střelec · h2 bílý pěšec · a1 bílý věž · b1 bílý jezdec · c1 bílý střelec · d1 bílý dáma · e1 bílý král · g1 bílý jezdec · h1 bílý věž | a8 černý věž · b8 černý jezdec · c8 černý střelec · d8 černý dáma · e8 černý král · f8 černý střelec · h8 černý věž · a7 černý pěšec · b7 černý pěšec · c7 černý pěšec · d7 černý pěšec · e7 černý pěšec · h7 černý pěšec · f6 černý jezdec · g6 černý pěšec · f5 černý pěšec · d4 bílý pěšec · g3 bílý pěšec · a2 bílý pěšec · b2 bílý pěšec · c2 bílý pěšec · e2 bílý pěšec · f2 bílý pěšec · g2 bílý střelec · h2 bílý pěšec · a1 bílý věž · b1 bílý jezdec · c1 bílý střelec · d1 bílý dáma · e1 bílý král · g1 bílý jezdec · h1 bílý věž | a8 černý věž · b8 černý jezdec · c8 černý střelec · d8 černý dáma · e8 černý král · f8 černý střelec · h8 černý věž · a7 černý pěšec · b7 černý pěšec · c7 černý pěšec · d7 černý pěšec · e7 černý pěšec · h7 černý pěšec · f6 černý jezdec · g6 černý pěšec · f5 černý pěšec · d4 bílý pěšec · g3 bílý pěšec · a2 bílý pěšec · b2 bílý pěšec · c2 bílý pěšec · e2 bílý pěšec · f2 bílý pěšec · g2 bílý střelec · h2 bílý pěšec · a1 bílý věž · b1 bílý jezdec · c1 bílý střelec · d1 bílý dáma · e1 bílý král · g1 bílý jezdec · h1 bílý věž | a8 černý věž · b8 černý jezdec · c8 černý střelec · d8 černý dáma · e8 černý král · f8 černý střelec · h8 černý věž · a7 černý pěšec · b7 černý pěšec · c7 černý pěšec · d7 černý pěšec · e7 černý pěšec · h7 černý pěšec · f6 černý jezdec · g6 černý pěšec · f5 černý pěšec · d4 bílý pěšec · g3 bílý pěšec · a2 bílý pěšec · b2 bílý pěšec · c2 bílý pěšec · e2 bílý pěšec · f2 bílý pěšec · g2 bílý střelec · h2 bílý pěšec · a1 bílý věž · b1 bílý jezdec · c1 bílý střelec · d1 bílý dáma · e1 bílý král · g1 bílý jezdec · h1 bílý věž | a8 černý věž · b8 černý jezdec · c8 černý střelec · d8 černý dáma · e8 černý král · f8 černý střelec · h8 černý věž · a7 černý pěšec · b7 černý pěšec · c7 černý pěšec · d7 černý pěšec · e7 černý pěšec · h7 černý pěšec · f6 černý jezdec · g6 černý pěšec · f5 černý pěšec · d4 bílý pěšec · g3 bílý pěšec · a2 bílý pěšec · b2 bílý pěšec · c2 bílý pěšec · e2 bílý pěšec · f2 bílý pěšec · g2 bílý střelec · h2 bílý pěšec · a1 bílý věž · b1 bílý jezdec · c1 bílý střelec · d1 bílý dáma · e1 bílý král · g1 bílý jezdec · h1 bílý věž | a8 černý věž · b8 černý jezdec · c8 černý střelec · d8 černý dáma · e8 černý král · f8 černý střelec · h8 černý věž · a7 černý pěšec · b7 černý pěšec · c7 černý pěšec · d7 černý pěšec · e7 černý pěšec · h7 černý pěšec · f6 černý jezdec · g6 černý pěšec · f5 černý pěšec · d4 bílý pěšec · g3 bílý pěšec · a2 bílý pěšec · b2 bílý pěšec · c2 bílý pěšec · e2 bílý pěšec · f2 bílý pěšec · g2 bílý střelec · h2 bílý pěšec · a1 bílý věž · b1 bílý jezdec · c1 bílý střelec · d1 bílý dáma · e1 bílý král · g1 bílý jezdec · h1 bílý věž | 2 |
| 1 | a8 černý věž · b8 černý jezdec · c8 černý střelec · d8 černý dáma · e8 černý král · f8 černý střelec · h8 černý věž · a7 černý pěšec · b7 černý pěšec · c7 černý pěšec · d7 černý pěšec · e7 černý pěšec · h7 černý pěšec · f6 černý jezdec · g6 černý pěšec · f5 černý pěšec · d4 bílý pěšec · g3 bílý pěšec · a2 bílý pěšec · b2 bílý pěšec · c2 bílý pěšec · e2 bílý pěšec · f2 bílý pěšec · g2 bílý střelec · h2 bílý pěšec · a1 bílý věž · b1 bílý jezdec · c1 bílý střelec · d1 bílý dáma · e1 bílý král · g1 bílý jezdec · h1 bílý věž | a8 černý věž · b8 černý jezdec · c8 černý střelec · d8 černý dáma · e8 černý král · f8 černý střelec · h8 černý věž · a7 černý pěšec · b7 černý pěšec · c7 černý pěšec · d7 černý pěšec · e7 černý pěšec · h7 černý pěšec · f6 černý jezdec · g6 černý pěšec · f5 černý pěšec · d4 bílý pěšec · g3 bílý pěšec · a2 bílý pěšec · b2 bílý pěšec · c2 bílý pěšec · e2 bílý pěšec · f2 bílý pěšec · g2 bílý střelec · h2 bílý pěšec · a1 bílý věž · b1 bílý jezdec · c1 bílý střelec · d1 bílý dáma · e1 bílý král · g1 bílý jezdec · h1 bílý věž | a8 černý věž · b8 černý jezdec · c8 černý střelec · d8 černý dáma · e8 černý král · f8 černý střelec · h8 černý věž · a7 černý pěšec · b7 černý pěšec · c7 černý pěšec · d7 černý pěšec · e7 černý pěšec · h7 černý pěšec · f6 černý jezdec · g6 černý pěšec · f5 černý pěšec · d4 bílý pěšec · g3 bílý pěšec · a2 bílý pěšec · b2 bílý pěšec · c2 bílý pěšec · e2 bílý pěšec · f2 bílý pěšec · g2 bílý střelec · h2 bílý pěšec · a1 bílý věž · b1 bílý jezdec · c1 bílý střelec · d1 bílý dáma · e1 bílý král · g1 bílý jezdec · h1 bílý věž | a8 černý věž · b8 černý jezdec · c8 černý střelec · d8 černý dáma · e8 černý král · f8 černý střelec · h8 černý věž · a7 černý pěšec · b7 černý pěšec · c7 černý pěšec · d7 černý pěšec · e7 černý pěšec · h7 černý pěšec · f6 černý jezdec · g6 černý pěšec · f5 černý pěšec · d4 bílý pěšec · g3 bílý pěšec · a2 bílý pěšec · b2 bílý pěšec · c2 bílý pěšec · e2 bílý pěšec · f2 bílý pěšec · g2 bílý střelec · h2 bílý pěšec · a1 bílý věž · b1 bílý jezdec · c1 bílý střelec · d1 bílý dáma · e1 bílý král · g1 bílý jezdec · h1 bílý věž | a8 černý věž · b8 černý jezdec · c8 černý střelec · d8 černý dáma · e8 černý král · f8 černý střelec · h8 černý věž · a7 černý pěšec · b7 černý pěšec · c7 černý pěšec · d7 černý pěšec · e7 černý pěšec · h7 černý pěšec · f6 černý jezdec · g6 černý pěšec · f5 černý pěšec · d4 bílý pěšec · g3 bílý pěšec · a2 bílý pěšec · b2 bílý pěšec · c2 bílý pěšec · e2 bílý pěšec · f2 bílý pěšec · g2 bílý střelec · h2 bílý pěšec · a1 bílý věž · b1 bílý jezdec · c1 bílý střelec · d1 bílý dáma · e1 bílý král · g1 bílý jezdec · h1 bílý věž | a8 černý věž · b8 černý jezdec · c8 černý střelec · d8 černý dáma · e8 černý král · f8 černý střelec · h8 černý věž · a7 černý pěšec · b7 černý pěšec · c7 černý pěšec · d7 černý pěšec · e7 černý pěšec · h7 černý pěšec · f6 černý jezdec · g6 černý pěšec · f5 černý pěšec · d4 bílý pěšec · g3 bílý pěšec · a2 bílý pěšec · b2 bílý pěšec · c2 bílý pěšec · e2 bílý pěšec · f2 bílý pěšec · g2 bílý střelec · h2 bílý pěšec · a1 bílý věž · b1 bílý jezdec · c1 bílý střelec · d1 bílý dáma · e1 bílý král · g1 bílý jezdec · h1 bílý věž | a8 černý věž · b8 černý jezdec · c8 černý střelec · d8 černý dáma · e8 černý král · f8 černý střelec · h8 černý věž · a7 černý pěšec · b7 černý pěšec · c7 černý pěšec · d7 černý pěšec · e7 černý pěšec · h7 černý pěšec · f6 černý jezdec · g6 černý pěšec · f5 černý pěšec · d4 bílý pěšec · g3 bílý pěšec · a2 bílý pěšec · b2 bílý pěšec · c2 bílý pěšec · e2 bílý pěšec · f2 bílý pěšec · g2 bílý střelec · h2 bílý pěšec · a1 bílý věž · b1 bílý jezdec · c1 bílý střelec · d1 bílý dáma · e1 bílý král · g1 bílý jezdec · h1 bílý věž | a8 černý věž · b8 černý jezdec · c8 černý střelec · d8 černý dáma · e8 černý král · f8 černý střelec · h8 černý věž · a7 černý pěšec · b7 černý pěšec · c7 černý pěšec · d7 černý pěšec · e7 černý pěšec · h7 černý pěšec · f6 černý jezdec · g6 černý pěšec · f5 černý pěšec · d4 bílý pěšec · g3 bílý pěšec · a2 bílý pěšec · b2 bílý pěšec · c2 bílý pěšec · e2 bílý pěšec · f2 bílý pěšec · g2 bílý střelec · h2 bílý pěšec · a1 bílý věž · b1 bílý jezdec · c1 bílý střelec · d1 bílý dáma · e1 bílý král · g1 bílý jezdec · h1 bílý věž | 1 |
|   | a | b | c | d | e | f | g | h |   |

1. d4 f5 2. g3 Jf6 3. Sg2 g6 je nejagresivnější odpovědí černého v Holandské obraně. Černý fianchettuje černopolného střelce a na rozdíl od královské indické obrany, kde černý postup f5 připravuje, je tu výhodou, že ho již má. Nevýhodou ale je, že bílý může černému znemožnit pěšcovou výstavbu e5 vložením tahu d4-d5.
- 4. c4 Sg7 5. Jc3 0-0 6. Jh3 ( po 6. Jf3 d6 7. 0-0 hra přechází do hlavní varianty) 6... d6 7. d5

Vývin jezdce na h3 má za cíl po pozdějším Jf4 narušovat postavení černého ve středu.
- 4. Jf3 Sg7 5.0-0 0-0 6. c4 d6 7. Jc3 je výchozí pozicí a černý tu má na výběr mezi několika pokračováními. Nejčastější jsou:
  - 7...c6 8. d5 e5 9. dxe6 Sxe6 10. Jg5 a černý se musí rozhodnout mezi ústupem střelce na základní postavení nebo se nebát ztratit dvojici střelců
  - 7... Jc6 8. d5 a nyní 8... Je5 9. Jxe5 dxe5 10. Db3 (10. e4 f4 s protihrou) 10...h6 11. c5+ Kh8 12. Vd1 s nadějnější pozicí bílého nebo 8... Ja5 s dalším c5 se snahou o protihru
  - 7... De8 8. d5 (možné je i 8. b3) 8... Ja6 9. Vb1 Sd7 10. b4 c6 11. dxc6 bxc6 a černý tu často může zvolit i přesun Ja6-c7-e6, kdy není bez šancí

## Přechod z jiného pořadí tahů
Nevadí-li černému, že může vzniknout Francouzská obrana nebo Pircova obrana, občas do Holandské obrany přechází po jiných tazích, aby se vyhnul vedlejším ostrým variantám.
- 1. d4 e6 2. c4 f5
- 1. d4 d6 2. Jf3 f5 (také 2... g6 3. c4 f5) nebo 2. c4 f5

Občas také vznikne z Poloslovanské obrany Dámského gambitu, kde černý volí výstavbu stonewall, ve které má pak bílý zahráno e3 místo hlavní varianty s fianchettem. 1.d4 d5 2. c4 e6 3. Jf3 c6 4. e3 f5 nebo 1. d4 d5 2. c4 e6 3. Jc3 c6 4. e3 f5

## Přehled dleECO
- A80 1.d4 f5
- A81 1.d4 f5 2. g3
- A82 1.d4 f5 2. e4
- A83 1.d4 f5 2. e4 dxe4 3. Jc3 Jf6 4. Sg5
- A84 1.d4 f5 2. c4
- A85 1.d4 f5 2. c4 Jf6 3. Jc3
- A86 1.d4 f5 2. c4 Jf6 3. g3
- A87 1.d4 f5 2. c4 Jf6 3. g3 g6 4. Sg2 Sg7 5. Jf3
- A88 1.d4 f5 2. c4 Jf6 3. g3 g6 4. Sg2 Sg7 5. Jf3 0-0 6. 0-0 d6 7. Jc3 c6
- A89 1.d4 f5 2. c4 Jf6 3. g3 g6 4. Sg2 Sg7 5. Jf3 0-0 6. 0-0 d6 7. Jc3 Jc6
- A90 1.d4 f5 2. c4 Jf6 3. g3 e6
- A91 1.d4 f5 2. c4 Jf6 3. g3 e6 4. Sg2 Se7
- A92 1.d4 f5 2. c4 Jf6 3. g3 e6 4. Sg2 Se7 5. Jf3 0-0
- A93 1.d4 f5 2. c4 Jf6 3. g3 e6 4. Sg2 Se7 5. Jf3 0-0 6. 0-0 d5 7. b3
- A94 1.d4 f5 2. c4 Jf6 3. g3 e6 4. Sg2 Se7 5. Jf3 0-0 6. 0-0 d5 7. b3 c6
- A95 1.d4 f5 2. c4 Jf6 3. g3 e6 4. Sg2 Se7 5. Jf3 0-0 6. 0-0 d5 7. Jc3 c6
- A96 1.d4 f5 2. c4 Jf6 3. g3 e6 4. Sg2 Se7 5. Jf3 0-0 6. 0-0 d6
- A97 1.d4 f5 2. c4 Jf6 3. g3 e6 4. Sg2 Se7 5. Jf3 0-0 6. 0-0 d6 7. Jc3 De8
- A98 1.d4 f5 2. c4 Jf6 3. g3 e6 4. Sg2 Se7 5. Jf3 0-0 6. 0-0 d6 7. Jc3 De8 8. Dc2
- A99 1.d4 f5 2. c4 Jf6 3. g3 e6 4. Sg2 Se7 5. Jf3 0-0 6. 0-0 d6 7. Jc3 De8 8. b3